# Victor-Emmanuel II
Pour les articles homonymes, voir Victor-Emmanuel.
Victor-Emmanuel II (en italien : Vittorio Emanuele II), né le 14 mars 1820 à Turin et mort le 9 janvier 1878 à Rome, est duc de Savoie, roi de Sardaigne, prince de Piémont et comte de Nice de 1849 à 1861. Avec l'unification italienne, il est le premier roi d'Italie du 17 mars 1861 à sa mort.
Comme roi de Sardaigne, il s'entoure de grands ministres comme Massimo d'Azeglio et Camillo Benso, comte de Cavour, qui modernisent le royaume. La réalisation de l'unification de l'Italie lui procure l'appellation de Padre della Patria (« Père de la Patrie ») ; il est aussi surnommé Re galantuomo (« Roi gentilhomme »).
Après la proclamation du royaume d'Italie, son nom de règne, « Victor-Emmanuel II », n'a pas été changé en faveur du titre « Victor-Emmanuel Ier d'Italie ». Le maintien du nom est remarqué par certains historiens, et certains d'entre eux observent que cette décision, à leur avis, soulignerait l'extension de la domination de la maison de Savoie sur le reste de l'Italie.
La période du règne de Victor-Emmanuel II qui va de 1859 à 1861 est aussi appelée « Victor-Emmanuel II Roi Élu », ce qui désigne bien la manière dont il a accédé au trône d'Italie. En effet, en 1860 le duché de Parme, le duché de Modène et le grand-duché de Toscane votent des plébiscites pour l'union au royaume. La même année, le royaume des Deux-Siciles est conquis grâce à l’expédition des Mille et la Romagne, les Marches et l'Ombrie sont enlevées aux États pontificaux par les Piémontais. Tous ces territoires sont annexés officiellement au royaume après des plébiscites. Il reste à réussir l'intégration de différents États séparés depuis des siècles. En janvier 1861 ont lieu les élections du premier parlement unitaire. Avec la première convocation du Parlement italien le 18 février 1861 et la proclamation du 17 mars, Victor-Emmanuel II est le premier roi d'Italie de 1861 à 1878. En 1866, à la suite de la troisième guerre d'Indépendance, la Vénétie et Mantoue, soustraits à l'empire d'Autriche, sont annexés au royaume. En 1870, avec la prise de Rome, le Latium est annexé au royaume, soustrait définitivement aux États pontificaux. Rome devient officiellement la capitale de l'Italie (comme l'avaient été auparavant Turin et Florence). À sa mort en 1878, son fils lui succède sur le trône sous le nom de Humbert Ier.

## Prince de Savoie

### Enfance

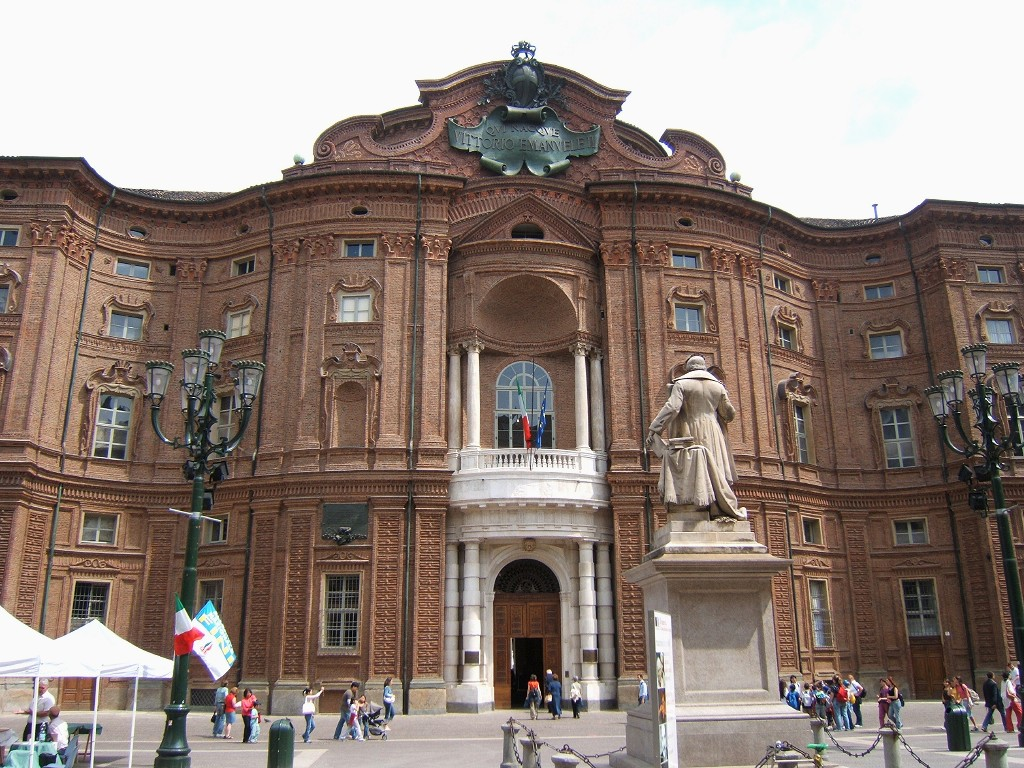
Palais Carignan, réalisé par Camillo-Guarino Guarini : une plaque placée sur la façade rappelle que Victor-Emmanuel naquit en ce lieu.

Victor-Emmanuel est le fils aîné de Charles-Albert de Savoie-Carignan, prince de Carignan, et de Marie-Thérèse de Toscane, fille du grand-duc Ferdinand III de Toscane.
Il naît à Turin dans le palais de la famille paternelle et passe les premières années de sa vie à Florence, son père s'étant réfugié auprès de son beau-père, Ferdinand III de Toscane, pour fuir la colère de son oncle, le roi Charles-Félix de Sardaigne après les graves désordres politiques de mars 1821. Dans la capitale toscane, son éducation est confiée au précepteur Giuseppe Dabormida qui éduque les enfants de Charles-Albert avec une discipline militaire.
En raison de l'énorme différence de physionomie avec son père qui apparaît dès le plus jeune âge, des voix commencent à douter que Victor-Emmanuel soit le fils du couple royal, mais qu'il soit un enfant d'origine populaire pris pour remplacer le vrai fils de Charles-Albert, mort au berceau, lors d'un incendie.
Certains auteurs modernes, ont donné crédit à cette hypothèse, récusée pendant plus d'un siècle, basant leurs déductions, outre les évidentes disparités physiques, sur les études des procès verbaux rédigés par le caporal des pompiers concernant l'incendie qui s'est développé dans la pièce du palais florentin où se trouvaient le nouveau-né et sa nourrice. Il est peu probable qu'un incendie ait pu tuer la nourrice et épargner l'enfant.
Quant au présumé vrai père de Victor-Emmanuel, déjà au XIXe siècle, circulait le nom de « Tanaca », un boucher ayant un magasin via Senese 16, en dehors de la porte Romana, sous le Poggio Imperiale[réf. non conforme].
Néanmoins, la naissance de Ferdinand de Savoie, duc de Gênes, rendait le stratagème plutôt absurde. En effet, la naissance d'un héritier légitime rendait à peu près nulle la « supposée substitution ». Cet élément permet d'affirmer avec certitude que Victor-Emmanuel est bien le fils de Charles Albert de Savoie-Carignan, roi de Sardaigne.

### Jeunesse

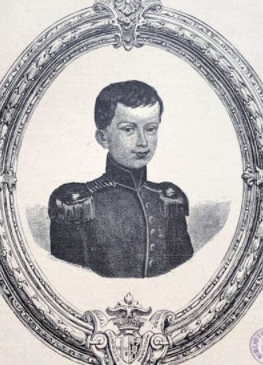
Victor-Emmanuel de Savoie.

Lorsqu'en 1831 son père Charles-Albert est appelé à succéder au roi Charles-Félix de Savoie, Victor-Emmanuel le suit à Turin où il est confié au comte Cesare di Saluzzo (it) assisté d'un groupe de précepteurs dont le général Hector Gerbaix de Sonnaz, le théologien Andrea Charvaz, l'historien Lorenzo Isnardi (it) et le juriste Giuseppe Manno. Les efforts des précepteurs ont peu d'effets car Victor-Emmanuel se montre réfractaire aux études préférant les chevaux, la chasse et l'escrime.
Il est nommé général et épouse sa cousine Marie Adélaïde de Habsbourg-Lorraine en 1842. Il a une intense relation avec Laura Bon (it) avec laquelle il a une fille, Emanuela Maria Alberta di Roverbella (1853-1895).
Charles-Albert, acclamé comme souverain réformateur, concède le statut albertin en 1848 et déclare la guerre à l'Autriche mettant en route le long processus connu comme le Risorgimento italien. Il entre en Lombardie avec les troupes sardes et italiennes accourues à son aide. Les résultats de la première guerre d'indépendance italienne s'avèrent assez mauvais pour le royaume de Sardaigne, abandonné par ses alliés, le 23 mars 1849, après la bataille de Novare, Charles-Albert envoie le général Luigi Fecia di Cossato traiter la reddition avec l'Autriche.

## Roi de Sardaigne

### Abdication de son père
Les conditions de la reddition sarde sont très dures et prévoient la présence d'une garnison autrichienne dans les places-fortes d'Alexandrie et de Novare. Charles-Albert, en présence de Wojciech Chrzanowski, Carlo Emanuele La Marmora, Alessandro La Marmora, Carlo Cadorna, de Victor-Emmanuel et de son autre fils Ferdinand de Savoie, signe son abdication et avec un faux passeport, passe à Nice où il part en exil pour le Portugal.

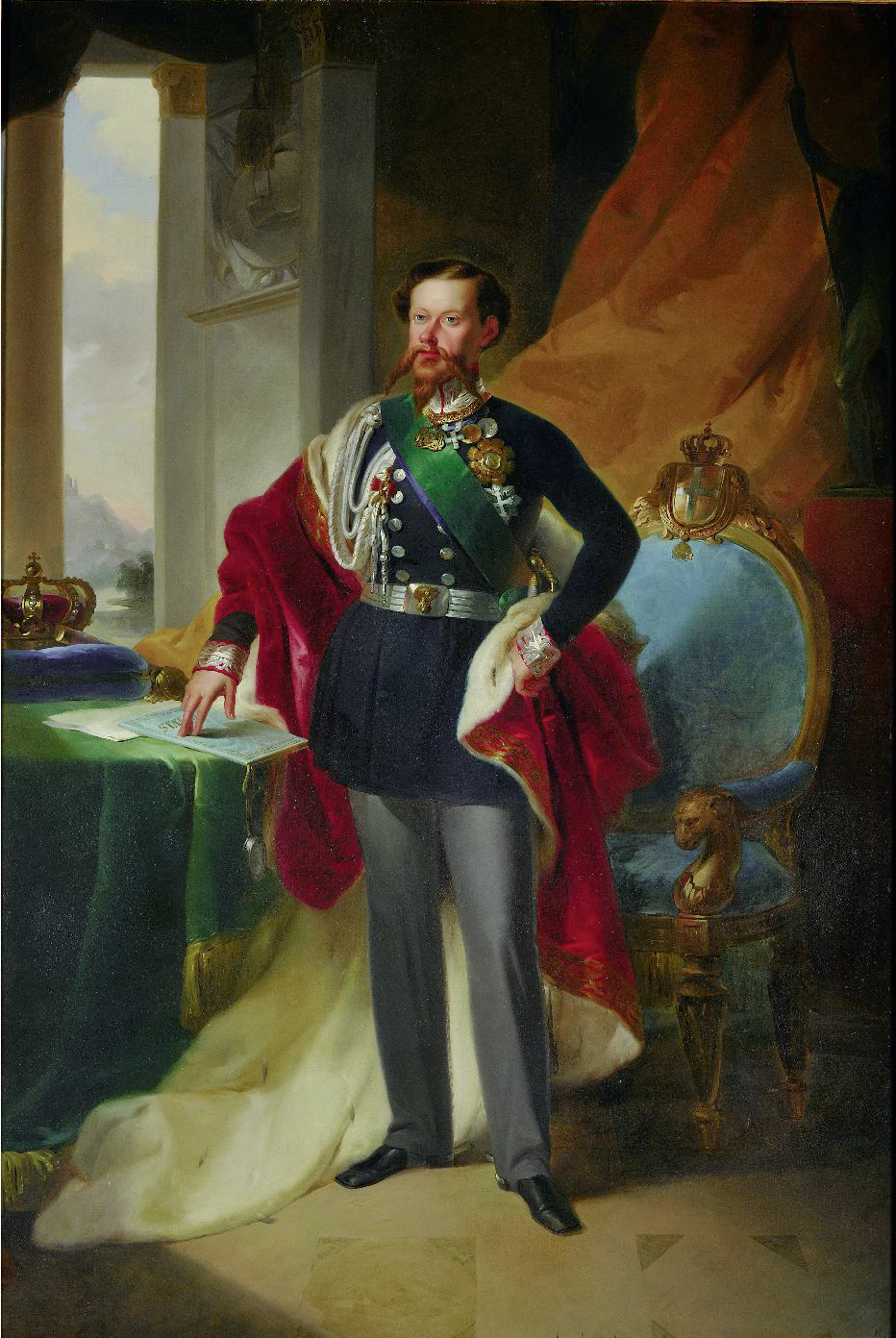
Victor-Emmanuel II, roi de Sardaigne.

La même nuit, peu avant minuit, Victor-Emmanuel II se rend près d'une maison de Vignale où l'attend le général Joseph Radetzky pour traiter la reddition avec les Autrichiens ; c'est sa première action de souverain. En plus d'accepter les conditions des vainqueurs, Victor-Emmanuel II donne des assurances sur sa détermination à agir contre le parti démocratique (dans la terminologie politique de l'époque, tournée vers l'union avec les autres états italiens et la reprise conjointe de la guerre contre l'Autriche) auquel son père avait donné beaucoup de libertés, ce qui l'avait conduit vers la guerre.
Les Autrichiens espèrent que le jeune Victor-Emmanuel II abandonne le statut albertin, mais le roi maintient les garanties constitutionnelles, pour cela il est surnommé « Roi gentilhomme » (Re Galantuomo).

### La proclamation de Moncalieri
Les entretiens officiels entre Victor-Emmanuel et le feld-maréchal Radetzky se tiennent toute la journée du 24 mars 1849, toujours à Vignale et l’accord est signé le 26 mars à Borgomanero. Victor-Emmanuel promet de dissoudre les corps de volontaires de l’armée et cède aux Autrichiens la forteresse d’Alexandrie et les territoires compris entre le Pô, le Sesia et le Tessin, en plus de rembourser des dommages de guerre à hauteur de 75 millions de francs français, montant astronomique pour l’époque. Les accords de l'armistice, en raison de l’article 5 du statut albertin, doivent être ratifiés par la Chambre afin de signer le traité de paix.
Le 29 mars 1849 le nouveau roi se présente devant le parlement pour jurer fidélité et le jour suivant, il dissout la même institution provoquant des élections.
Les 30 000 électeurs qui se rendent aux urnes le 15 juillet élisent un parlement trop « démocratique » qui se refuse à approuver la paix que le roi a déjà signé avec l’Autriche. Victor-Emmanuel, après avoir promulgué la proclamation de Moncalieri, dissout de nouveau le parlement et fait en sorte que les nouveaux élus aient des idées moins libérales. Le nouveau parlement se compose de deux tiers de modérés favorables au gouvernement de Massimo d'Azeglio. Le 9 janvier 1850 le traité de paix avec l’Autriche est ratifié.

### Le saccage de Gênes
Le lendemain de l’armistice de Vignale, la ville de Gênes, opposée à l’armistice, se soulève contre la monarchie sarde poussée aussi par d’anciens idéaux autonomistes et républicains. L’entière garnison est chassée hors de la ville.
Victor-Emmanuel II envoie un corps de bersaglieri appuyé par de l’artillerie et commandé par le général Alfonso La Marmora ; le puissant bombardement et les actions de saccage perpétrés par les bersaglieri conduisent à la capitulation de la ville ligure, il y a 500 victimes parmi la population.
Victor-Emmanuel écrit une lettre d’éloge à La Marmora (avril 1849), il qualifie le peuple génois de « vile et infecte race de canailles ».

## Politique de Cavour

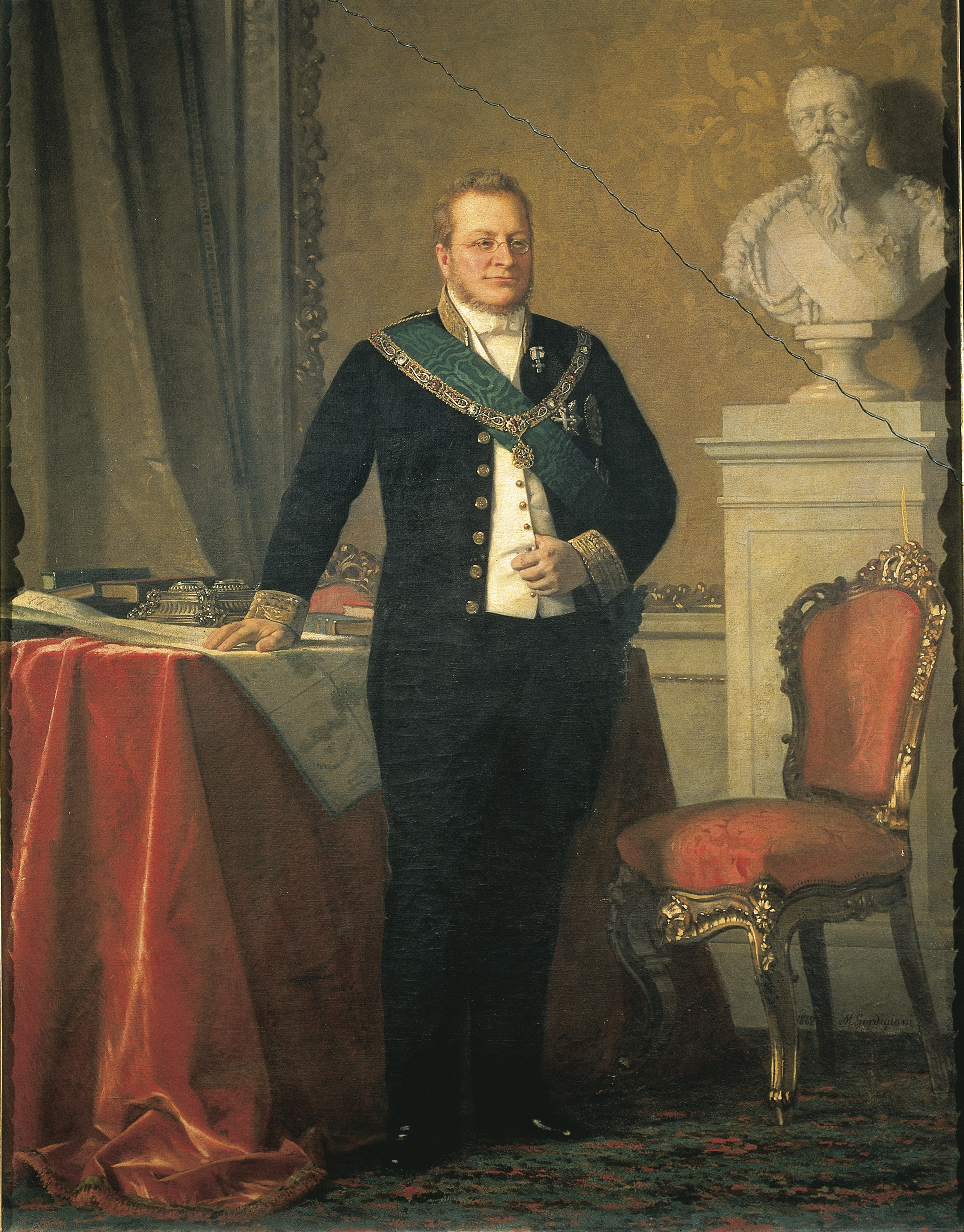
Camillo Benso, comte de Cavour, président du Conseil.

### Arrivée de Cavour à la tête du gouvernement
Déjà candidat au parlement en avril 1848, Cavour entre dans la chambre en juin de la même année ayant une ligne politique indépendante. C’est la promulgation des lois Siccardi qui prévoient l’abolition de privilèges envers l’Église, déjà abolis dans de nombreux États européens, qui vont le faire sortir de l’ombre. Ces privilèges sont le for ecclésiastique, tribunal ecclésiastique qui soustrait à la justice laïque les hommes d’église, le droit d’asile, l'impunité juridique de ceux qui demandent refuge à l’église, et la mainmorte. La participation active de Cavour aux discussions sur les lois lui vaut l’intérêt public et à la mort de Santorre di Santa Rosa, il devient le nouveau ministre de l’agriculture, auquel s’ajoute la charge, en 1851, de ministre des finances du gouvernement d'Azeglio.
Promoteur de la politique de l'alliance multi-partie (connubio), Cavour devient le 4 novembre 1852 premier ministre du royaume malgré l’aversion que Victor-Emmanuel II nourrit à son encontre.

### La guerre de Crimée
Cavour voit dans la guerre de Crimée une occasion de porter la question de la nationalité italienne sur la scène internationale à la faveur de la conférence qui ne va pas manquer de conclure les hostilités. Il s'agit pour lui de s'engager aux côtés de la France et du Royaume-Uni alliés de la Turquie contre Nicolas Ier de Russie, qui occupe la Valachie et la Moldavie, alors possessions ottomanes.
Avec l’approbation de Victor-Emmanuel, Cavour débute les négociations en vue d'obtenir des Français et des Britanniques la garantie que la question sera abordée lors des traités. Finalement, le 7 janvier 1855, les gouvernements français et anglais posent comme condition l'entrée en guerre de la Sardaigne dans les deux jours. Victor-Emmanuel hésite à dissoudre de nouveau la chambre et imposer un gouvernement favorable à la guerre. Aussi, Cavour convoque la nuit même le conseil des ministres et à 9 heures du matin, après une nuit qui voit la démission de Dabormida, il confirme la participation du royaume de Sardaigne à la guerre de Crimée.
C’est Alfonso La Marmora qui commande l’expédition qui s’embarque de Gênes vers l'orient et qui se compose de 15 000 hommes. Relégué à l’arrière sous le commandement britannique, La Marmora réussit à faire participer ses troupes à la victoire de la Tchernaïa ce qui réhabilite l’armée sarde et permet à Victor-Emmanuel II de voyager en roi victorieux à Londres et Paris pour y sensibiliser les gouvernements à la question italienne.
En octobre 1855, la Russie demande la paix qui est signée lors du Congrès de Paris. Comme prévu, la Sardaigne utilise cette réunion internationale pour traiter du cas de l’Italie et condamne le gouvernement absolutiste de Ferdinand II de Naples, le gouvernement sarde annonce de graves désordres et parle d’oppression par un gouvernement étranger.
Le gouvernement autrichien se sent mis en cause et Karl Buol, ministre des affaires extérieures de François-Joseph Ier d'Autriche, s'exprime en ces termes : « L'Autriche ne peut admettre le droit que le comte de Cavour a attribué à la cour de Sardaigne de hausser la voix au nom de l’Italie ».
Des différends naissent entre Turin et Vienne à la suite d'articles de propagande, Buol et Cavour demandent mutuellement des excuses officielles. Le 16 mars les diplomates autrichiens reçoivent l'ordre de quitter Turin ; le 23 mars c'est le tour des diplomates sardes : les rapports diplomatiques sont rompus.

### Les accords secrets

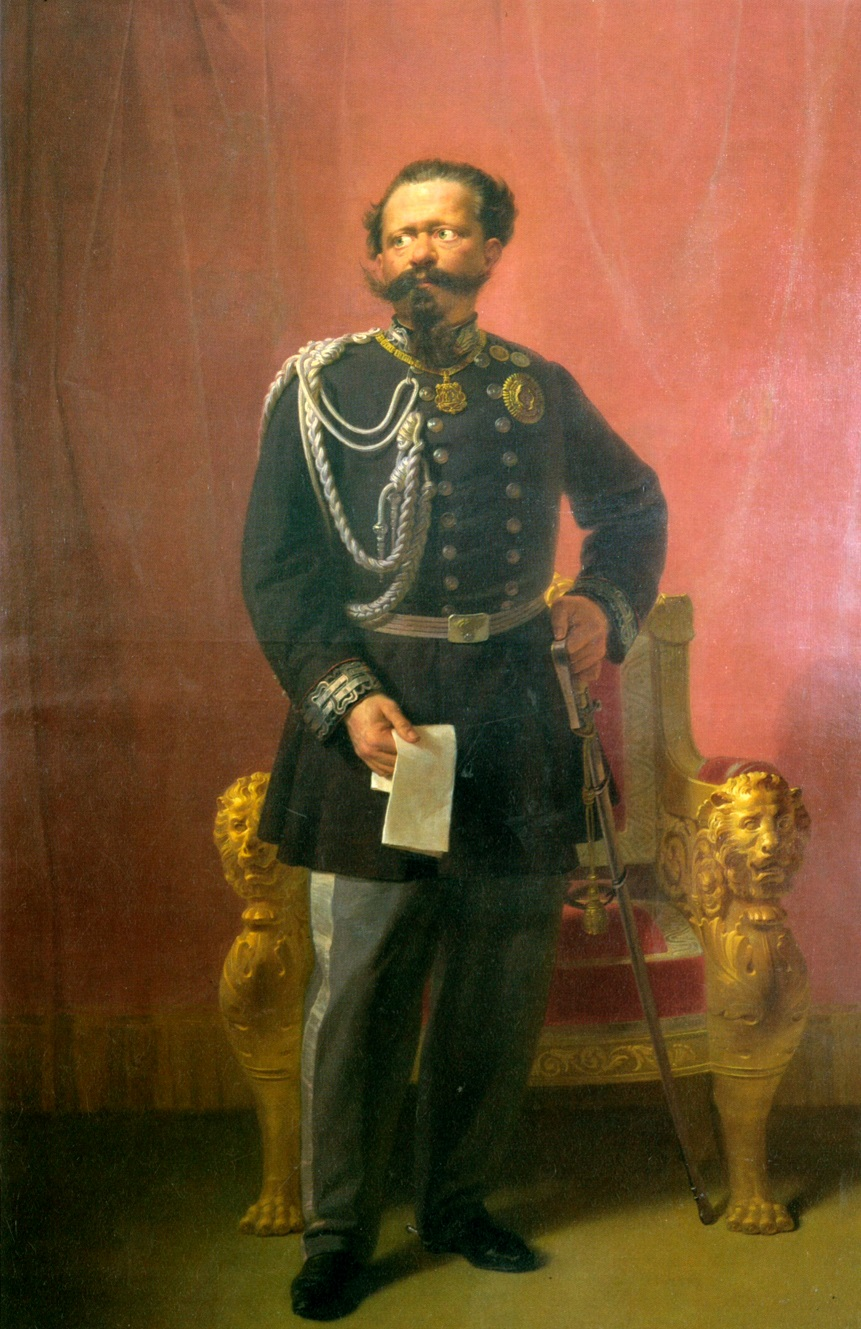
Victor-Emmanuel II.

Dans ce climat international tendu, l’attentat de Felice Orsini contre Napoléon III montre la colère des révolutionnaires italiens, ils reprochent à l'empereur français de ne pas prendre parti dans le conflit alors que son frère est mort au combat pour l'Italie, vingt-cinq années auparavant. Napoléon III change d'avis, pris par les sentiments, entraîne alors le rapprochement franco-sarde alors que l’Autriche espère un rapprochement avec la France. L’empereur des Français est habilement convaincu par Cavour que la situation italienne est arrivée à un point critique et nécessite une prise en main par l’État sarde. Pour ce faire, Cavour envoie sa cousine la comtesse de Castiglione, alors âgée de 18 ans, séduire Napoléon III et l'amène à l'engagement en faveur de l'Italie, contrairement à la position de l'Impératrice Eugénie.
Sous prétexte de vacances en Suisse, Cavour se rend à Plombières, où il rencontre secrètement Napoléon III. Les accords prévoient la cession de la Savoie et de Nice à la France en échange de l’aide militaire française en cas d’attaque autrichienne. Si Napoléon accepte la création d’un royaume de la Haute Italie, soucieux de ne pas se mettre à dos les catholiques français, il en exclut les États pontificaux. Au cours de la même rencontre, Cavour et Napoléon annoncent le mariage du prince Napoléon et Marie-Clotilde de Savoie.

### Les «cris de douleur»
La nouvelle de la rencontre de Plombières filtre malgré toutes les précautions. Napoléon III ne fait pas grand secret de ses intentions, il s'adresse en ces termes à l'ambassadeur autrichien : « Je suis désolé que nos rapports ne soient pas aussi bons que par le passé, je vous prie de communiquer à l'Empereur que mes sentiments personnels à son égard sont inchangés ». Dix jours après, le 10 janvier 1859, Victor-Emmanuel II s'adresse au parlement sarde avec la célèbre phrase des « cris de douleur », dont le texte original est conservé dans le château de Sommariva Perno.
Immédiatement, des volontaires arrivent dans le royaume de Sardaigne convaincus que la guerre est imminente et le Roi commence à masser des troupes sur la frontière lombarde, vers le Tessin, dans le but d'amener l'Autriche à déclarer la guerre et obtenir ainsi l'aide française. En effet, l'Autriche préoccupée, envoie à Victor-Emmanuel II un ultimatum qui est immédiatement repoussé. Le 29 avril 1859, la guerre éclate entre la Sardaigne et l'Autriche. Turin dispose de 63 000 hommes. Victor-Emmanuel prend le commandement de l'armée et laisse le contrôle de la citadelle de Turin (it) à son cousin Eugène de Savoie-Villafranca. François-Joseph ordonne de franchir le Tessin et d'atteindre la capitale sarde avant que les Français n'arrivent à son secours.

## Victor-Emmanuel, roi d'Italie

### L'unification italienne

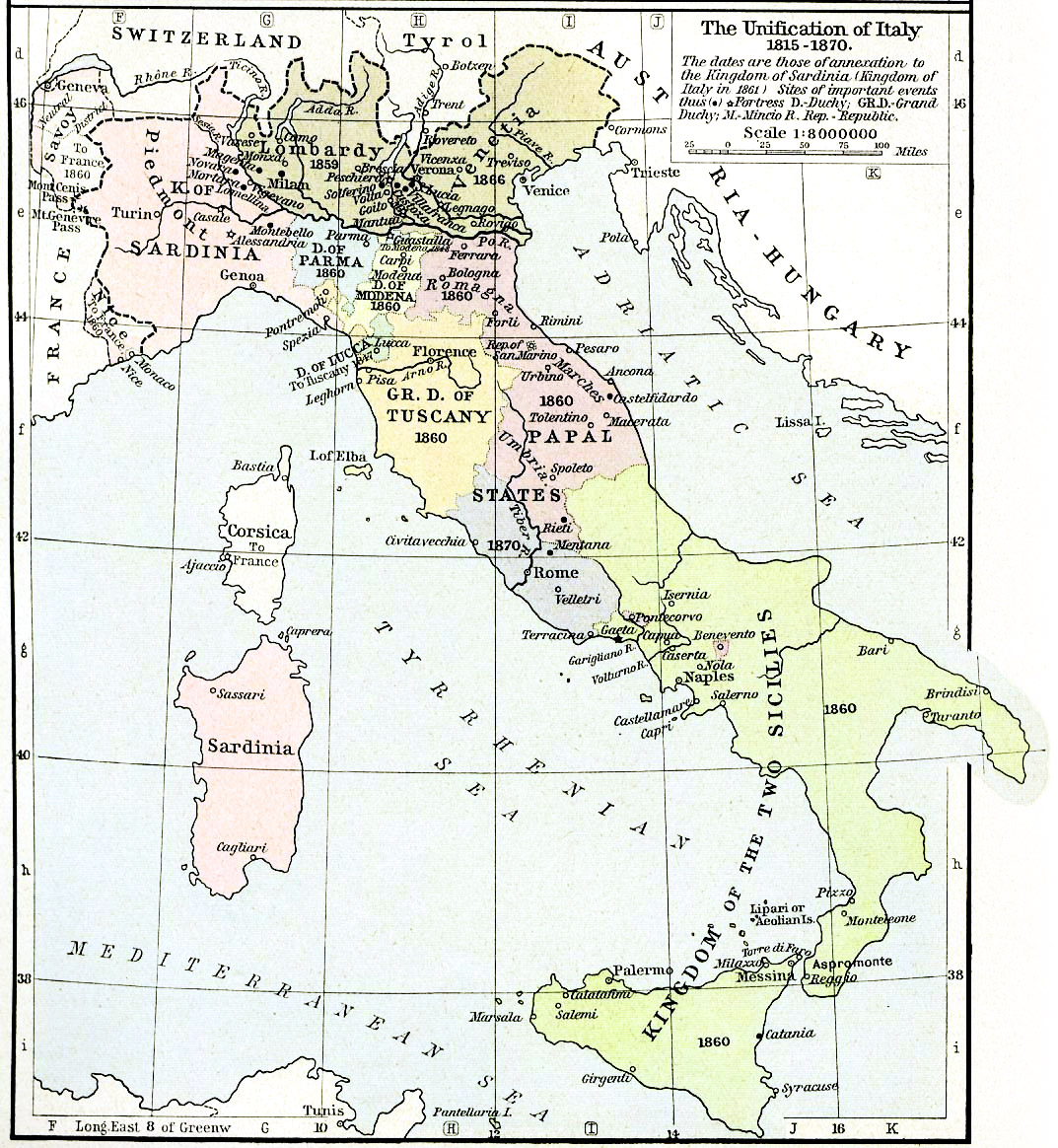
Les États italiens en 1859.

Le 29 avril 1859, l’armée autrichienne entre dans le Piémont ; le 30, elle occupe Novare, le 2 mai elle est à Verceil, le 7 à Biella. L’armée sarde est plus au sud et attend les Français. Les Autrichiens arrivent à 50 km de Turin. Vienne suggère de combattre sur le Mincio, où les Autrichiens avaient battu l’armée sarde en 1848. L’armée autrichienne fait donc demi-tour et perd l'occasion de combattre séparément les Sardes et les Français.
Napoléon III prend le commandement de l’armée franco-sarde le 14 mai et l'armée autrichienne est arrêtée à Montebello (20-21 mai) par les Français. Puis les troupes franco-sardes arrêtent le corps d'armée autrichien vers Palestro et à Magenta et pénètrent dans Milan le 8 juin 1859. Les chasseurs des Alpes (Cacciatori delle Alpi), 3 500 hommes mal équipés, commandés par Giuseppe Garibaldi, occupent rapidement Côme, Bergame, Varèse et Brescia et marchent vers le Trentin. Désormais les troupes autrichiennes se retirent de toute la Lombardie.
Les batailles de Solférino et San Martino sont décisives : peu avant la bataille de San Martino, Victor-Emmanuel II s'adresse aux troupes italiennes en piémontais : « Fiœui, o i piuma San Martin o i auti an fa fé San Martin a nui! » (Les gars, ou nous prenons San Martino ou les autres nous font faire San Martino).
Des mouvements insurrectionnels éclatent un peu partout en Italie : Massa, Carrare, Modène, Reggio, Parme, Plaisance. Léopold II de Toscane, inquiet de la tournure des évènements, décide de s'enfuir vers le nord de l'Italie dans le camp de l'empereur François-Joseph. Napoléon III, observant que la situation ne suit pas les plans de Plombières et commençant à douter que son allié veuille s'arrêter à la Haute Italie débute les négociations d'un armistice avec l'Autriche (5 juillet) que Victor-Emmanuel doit accepter alors que les plébiscites en Émilie, Romagne et Toscane permettent leur rattachement au royaume de Sardaigne : le 1er octobre, Pie IX rompt les rapports diplomatiques avec Victor-Emmanuel.

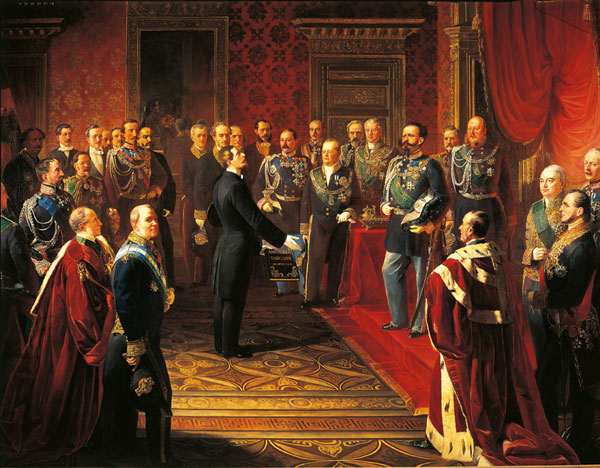
Bettino Ricasoli présente le plébiscite d'annexion de la Toscane à l'Italie à Victor-Emmanuel II.

L'édifice, qui s'est créé, se retrouve en difficulté à l'occasion de la paix de Zurich signée par le royaume de Sardaigne les 10 et 11 novembre 1859 qui prévoit la restauration des souverains dans les duchés et la construction d'une fédération comprenant la Vénétie autrichienne et avec le pape pour chef. Peu de mois après, l'occasion de l'unification entière de la péninsule se présente, Garibaldi souhaite partir avec des volontaires pour la Sicile mais Cavour déclare considérer l'expédition sicilienne comme une action aventureuse et dangereuse pour la survie de l’État sarde tout en laissant faire Garibaldi qui trouve les approvisionnements nécessaires en cartouche à Talamone. Cavour et le roi doivent assurer l'ambassadeur de France et de Prusse de ne pas être au courant des intentions de Garibaldi.

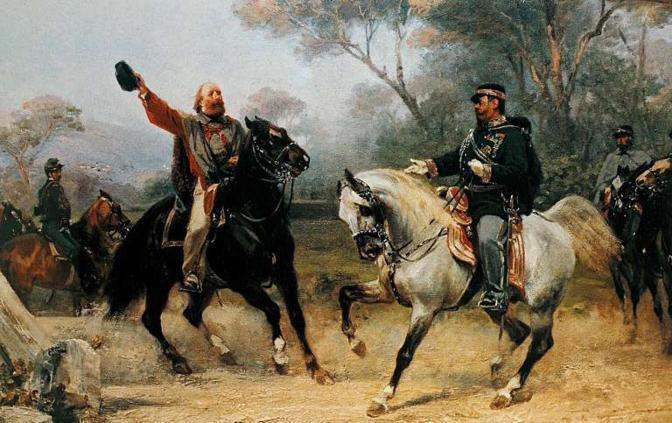
Victor-Emmanuel rencontre Garibaldi vers Teano.

Après avoir battu l'armée napolitaine en Sicile, Garibaldi donne l'île à « Victor-Emmanuel Roi d'Italie ». Il donne déjà l'impression de vouloir continuer en marchant sur Rome. Un tel projet contrarie les projets sardes qui craignent l'intervention de Napoléon III dans le Latium.
Les troupes sardes envahissent les États pontificaux et battent son armée lors de la bataille de Castelfidardo avant de marcher sur Naples. Napoléon III ne peut tolérer l'invasion des terres pontificales et cherche à plusieurs reprises à dissuader Victor-Emmanuel d'envahir les Marches l'informant le 9 septembre, que : « Si les troupes de V.E. devaient entrer dans les États du Saint Père, je serais obligé de m'y opposer... Farini m'avait expliqué tout autre chose de la politique de V.E. ».
La rencontre entre Giuseppe Garibaldi et Victor-Emmanuel II, passée à l'histoire sous le nom de « rencontre de Teano » a lieu le 26 octobre 1860 : la souveraineté de Victor-Emmanuel II est reconnue sous tous les territoires de l'ancien royaume des deux-Siciles.

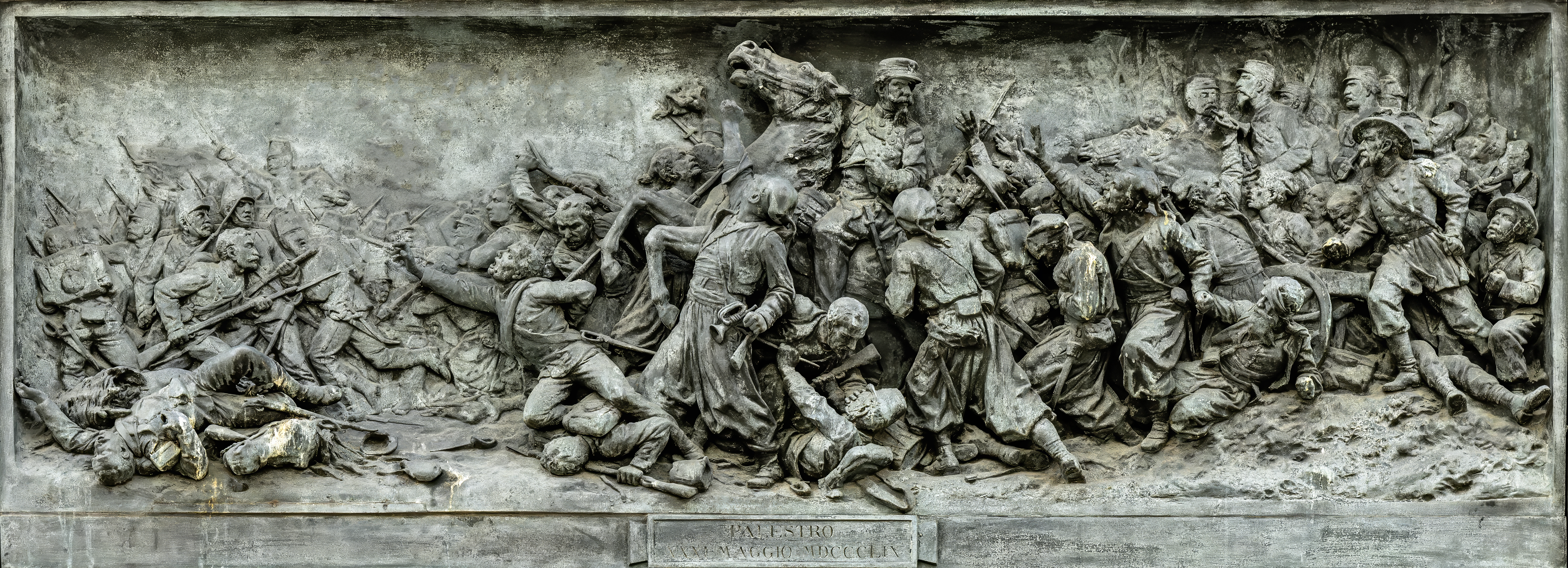
Battaglia di Palestro (1859)
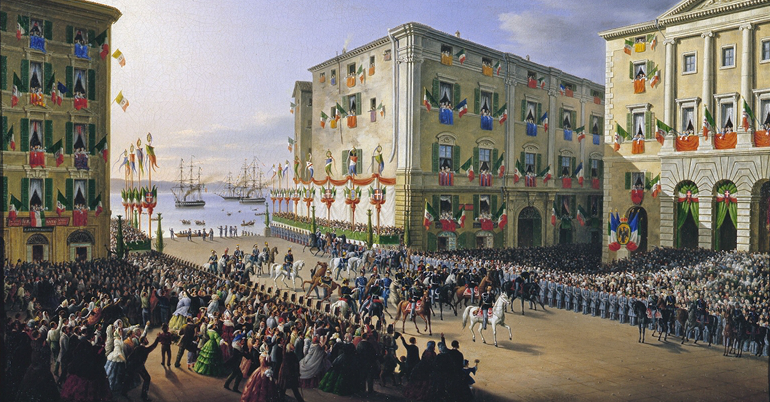
Entrée officielle de Victor-Emmanuel II à Ancône (1860).
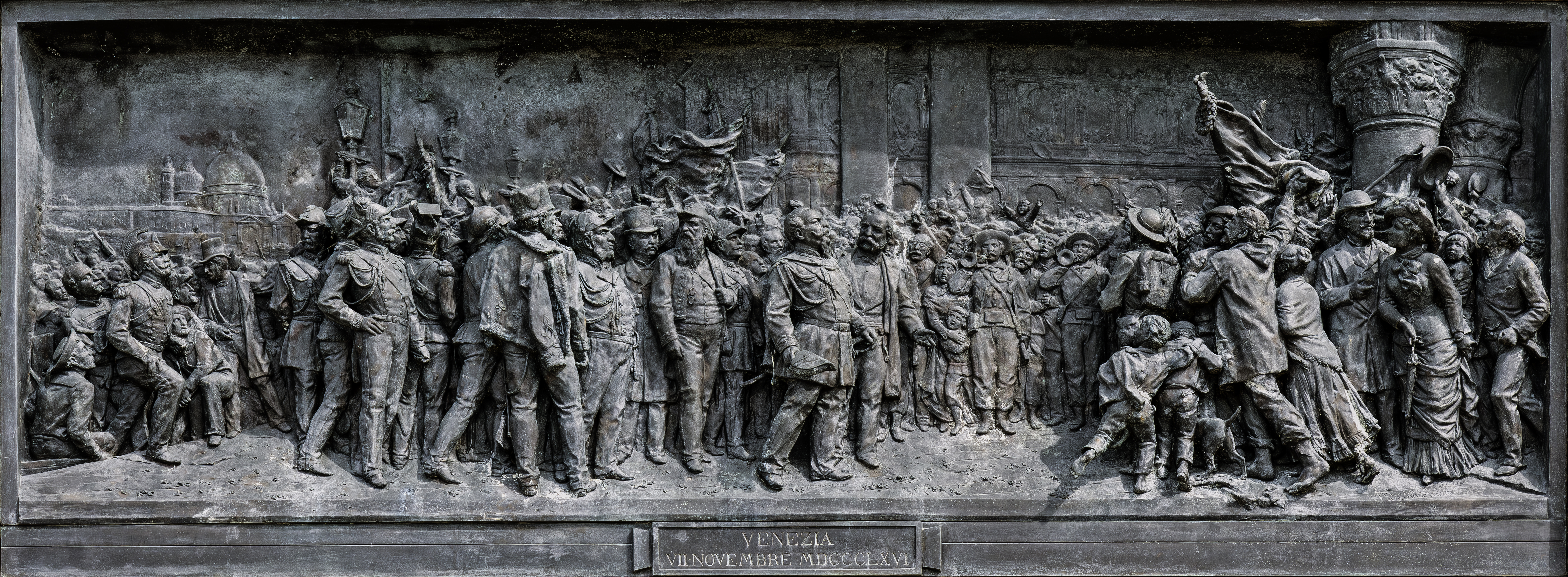
Entrée officielle de Victor-Emmanuel II à Venise (1966).

### Viva V.E.R.D.I.

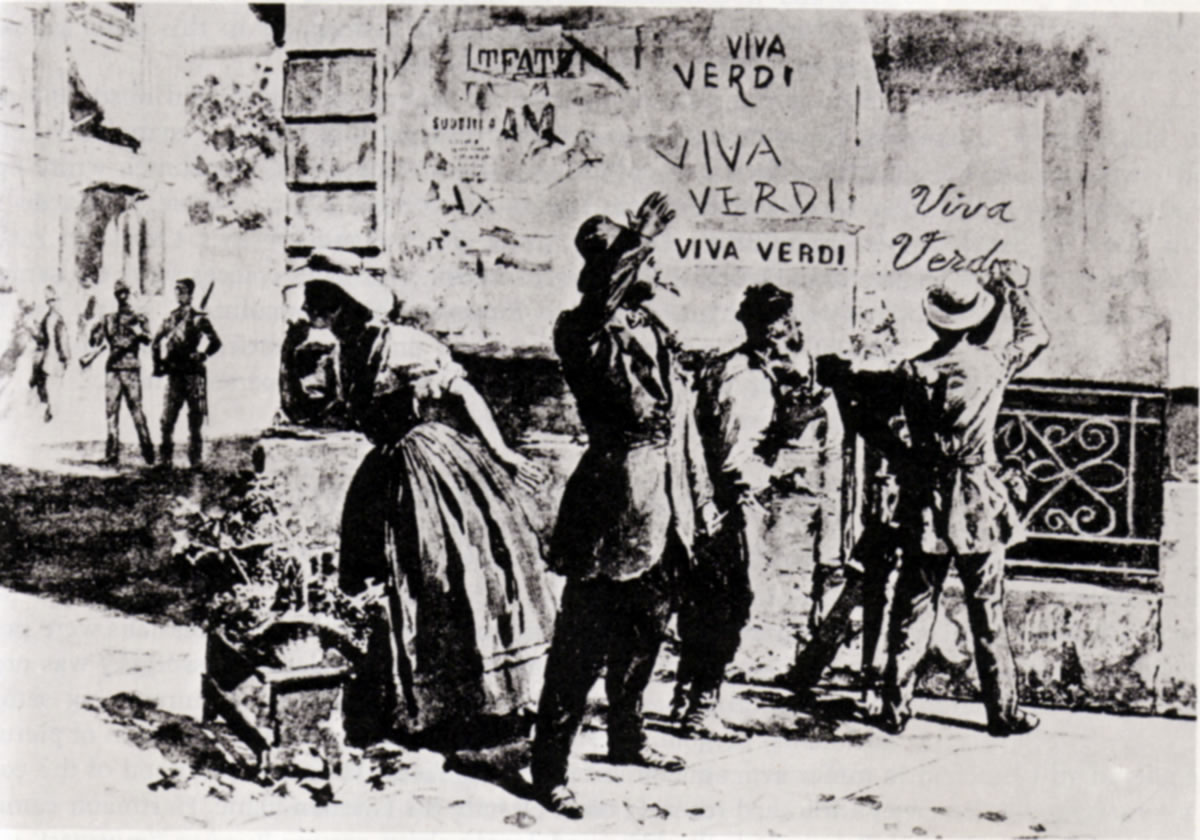
En 1859, sous couvert, pour déjouer les autorités autrichiennes, d'acclamations adressées au musicien après le succès du Bal masqué, circule sur les murs de Milan ce qui est en réalité le code de ralliement des partisans de l'Unité italienne : Viva V.E.R.D.I.

Viva Verdi est le slogan de l'insurrection anti-autrichienne du nord de l'Italie, qui utilise l'artifice du nom du compositeur Giuseppe Verdi pour faire la propagande de l'unité italienne par Victor Emmanuel Re D' Italia (Victor-Emmanuel roi d'Italie). Avec l'entrée de Victor-Emmanuel à Naples, la proclamation du royaume semble imminente surtout après la capitulation de François II depuis sa forteresse de Gaète.
Victor-Emmanuel fait remplacer le parlement par Cavour. La première séance, le 18 février, comprend des députés de toutes les régions annexées. Le 14 mars, le parlement proclame la naissance du royaume d'Italie, comme indiqué dans l'article : « Victor-Emmanuel II assume pour lui et ses successeurs le titre de roi d'Italie ». La formule est contestée par la gauche, qui aurait préféré un titre associant le peuple. Ainsi le député Brofferio propose de changer l'article en « Victor-Emmanuel est proclamé par le peuple roi d'Italie », éliminant le nombre II en faveur du titre « Victor-Emmanuel I d'Italie ». La proposition n'est pas approuvée. La nouvelle appellation aurait institutionnalisé le premier souverain d'un nouvel État. La conservation du « II » présente cette création comme l'extension de la souveraineté du royaume de Sardaigne sur le reste de l'Italie. Quand, en 1874, Victor-Emmanuel décide de célébrer le jubilé (25 ans du couronnement), il s'attire les critiques de ceux qui ne manquèrent pas de faire observer que Jacques VI d'Écosse avait choisi de s'appeler Jacques Ier d'Angleterre devenant souverain et Henri III de Navarre avait fait la même chose en devenant Henri IV de France.

### Rome, capitale de l'Italie

#### Prise de Rome
À l'unité italienne, il manque encore des éléments importants parmi lesquels la Vénétie et le Latium, mais aussi le Trentin et Le Frioul. Le projet est de faire de Rome la capitale royale et pour Turin de perdre une primauté vieille de 400 ans. Du 21 au 22 septembre 1864, des émeutes sanglantes éclatent dans la ville à peine la décision de transférer la capitale à Florence connue. Elles ont pour résultat une trentaine de morts et plus de deux cents blessés. Victor-Emmanuel reçoit cependant les honneurs des Florentins et 30 000 fonctionnaires de la cour déménagent pour la nouvelle capitale.

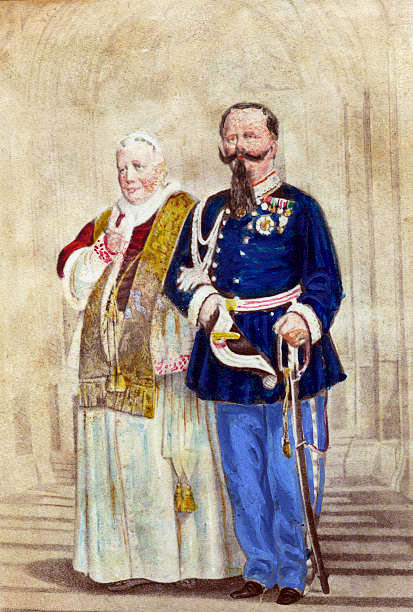
Portrait du roi Victor-Emmanuel II et de Pie IX.

Après l'alliance passée avec la Prusse contre l'Autriche, le 21 juin 1866 Victor-Emmanuel laisse le palais Pitti pour le front afin de conquérir la Vénétie. Le royaume d'Italie est battu à Lissa et à Custoza mais après la victoire prussienne, l'Autriche donne la Vénétie à Napoléon III en paiement de sa neutralité dans ce conflit. La France la rétrocède alors au royaume d'Italie.
Rome reste un des derniers territoires qui n'est pas encore englobé dans le nouveau royaume : Napoléon III soutient toujours les États pontificaux où ses troupes sont stationnées. Victor-Emmanuel ne souhaite pas prendre une décision officielle et Urbano Rattazzi, qui est premier ministre, espère un soulèvement des Romains qui n'a pas lieu. La défaite de la bataille de Mentana (1867) qui oppose de nouveau Garibaldi aux troupes franco-vaticanes crée des doutes quant à la réussite de l'entreprise qui n'interviendra qu'après la chute de Napoléon III en 1870 toujours par l'entremise des Prussiens. Le 8 septembre la dernière tentative d'obtenir Rome par des moyens pacifiques échoue et le 20 septembre le général Raffaele Cadorna ouvre une brèche dans les murs romains. Rome tombe. Un plébiscite est organisé le 2 octobre donnant une forte majorité à l'annexion et le 9 novembre, le parlement propose Rome comme capitale.

#### La question romaine
Avec Rome capitale se termine la page du Risorgimento, même s'il manque les terres irrédentes. Parmi les problèmes qui vont de l'analphabétisme au brigandage, de l'industrialisation au droit de vote, il y a la question romaine. Bien que soient reconnus au pape les honneurs de chef d'État, une rente annuelle et le contrôle sur le Vatican et sur Castel Gandolfo, Pie IX refuse de reconnaître l'État italien et interdit aux catholiques de participer à la vie civile du royaume. De plus, le pape inflige l'excommunication à la maison de Savoie, à Victor-Emmanuel II et à ses descendants et avec eux à tous ceux qui participent à la vie politique italienne. L'excommunication est retirée seulement au seuil de la mort du souverain.

### L'Italie de Victor-Emmanuel

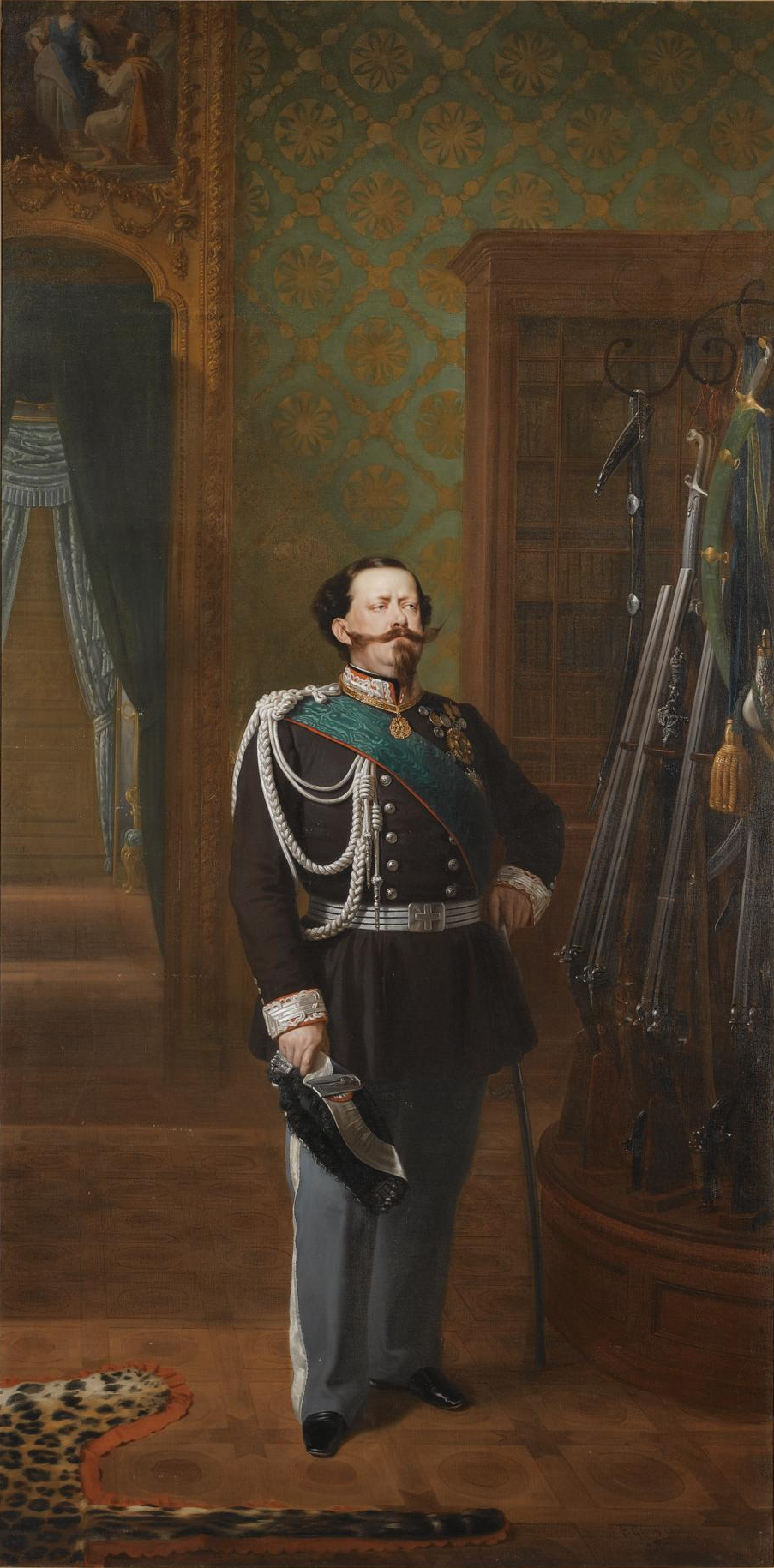
Portrait du roi Victor-Emmanuel II d'Italie.

Institutionnellement et juridiquement, le royaume d'Italie est un agrandissement du royaume de Sardaigne, celui-ci étant une monarchie constitutionnelle selon la lettre du Statut albertin réalisé à Turin en 1848 ; le roi nomme le gouvernement qui est responsable devant le souverain et non le parlement, il garde également ses prérogatives en matière de politique étrangère et par conséquent choisit les ministres militaires (guerre et marine).
Les bases du nouveau régime sont donc extrêmement étroites et lui confèrent une grande fragilité. Les particularismes des nouvelles masses populaires face au nouvel État se manifestent par une série de soulèvements, révoltes, jusqu'à une guérilla populaire dénommée brigandage, qui concerne les provinces méridionales (1861 – 1865), que l'armée mate par une répression impitoyable. Une autre raison est la fuite des capitaux du sud vers le nord avec le désastre économique et social que l'on a nommé « question méridionale ». L'hostilité de l'Église catholique et du clergé envers le nouvel État se renforce après 1870 et la prise de Rome (question romaine).
Le problème majeur du nouveau royaume est la situation dans le Sud (l'ancien royaume des Deux-Siciles). Depuis l'annexion piémontaise, il y règne une très grande pauvreté. Le nouvel État doit également faire face à une situation financière catastrophique. Le financement du Risorgimento a plombé les finances de l'État sarde (création d'une armée moderne par Cavour et la Marmora), ainsi que le coût des campagnes militaires en Italie et de la participation sarde à la guerre de Crimée. Malgré la pression fiscale qui passe de 82 millions de lires en 1850 à 145 millions en 1858, le gouvernement sarde ne dispose pas des ressources suffisantes. La dette publique s'est envolée de 420 millions de lires en 1850 à 725 millions en 1858. En 1866, le déficit budgétaire est de 721 millions de lires. La vente des biens de certaines congrégations religieuses au profit de l'État, qui a permis de limiter les besoins financiers, se termine vers 1867. Il faut donc en permanence recourir à l'emprunt auprès de banquiers étrangers (Rothschild, Barings, Hambros Bank…). Déjà en 1866, pour éviter la banqueroute, la convertibilité des billets en or est suspendue. Le royaume d'Italie, héritier du royaume de Sardaigne, naît donc avec un passif important. L'instauration du service militaire obligatoire en 1872 ne fera qu'aggraver la situation.
Pour faire face à ces difficultés, la droite historique gouverne de 1861 à 1876 et regroupe les « héritiers » de Cavour, expression de la bourgeoisie libérale-modérée. Ses membres sont surtout de grands propriétaires terriens et industriels, ainsi que des militaires (Bettino Ricasoli, Quintino Sella, Marco Minghetti, Silvio Spaventa, Giovanni Lanza, Alfonso La Marmora, Emilio Visconti-Venosta). Elle est volontiers anti-cléricale (vu la position de la papauté). Les hommes de la droite affrontent les problèmes du pays avec énergie : ils étendent à toute la péninsule l'organisation législative piémontaise, adoptent un système très centralisé, laissant de côté les projets d'autonomie locale (Minghetti) sinon de fédéralisme ; ils appliquent une onéreuse taxation sur les biens de consommation qui touche surtout les classes les moins aisées afin de combler le déficit public. Ils s'opposent également à une extension du droit de vote, créent le service militaire obligatoire (1872), suppriment les ordres religieux et favorisent le développement économique, en particulier le chemin de fer en lui apportant une aide de l'État.
Après avoir obtenu une majorité importante aux élections de 1861, la droite voit se réduire progressivement ses accords, bien que conservant la majorité. En 1876, le déficit public est résorbé mais de graves problèmes subsistent : les différends entre la population et les institutions, le recul économique et social, les déséquilibres territoriaux. Un vote parlementaire provoque la chute du gouvernement de Marco Minghetti, et la prise de fonction du Premier ministre Agostino Depretis, chef de la gauche historique. C'est la fin d'une époque, quelques mois après, Victor-Emmanuel II meurt.

### Mort

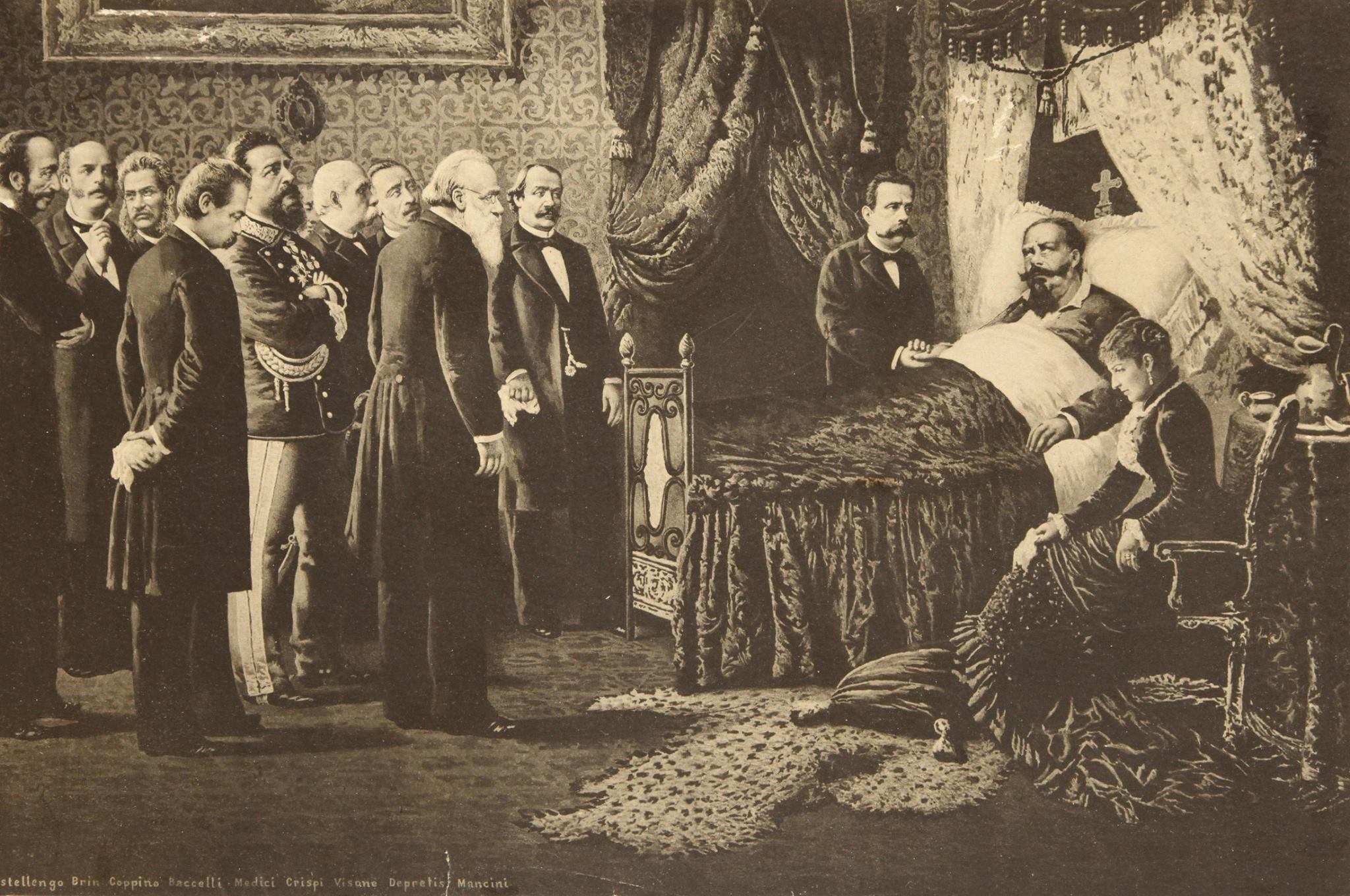
Les Derniers Moments de Victor-Emmanuel II de Savoie, lithographie de Ettore Ximenes (v. 1878).

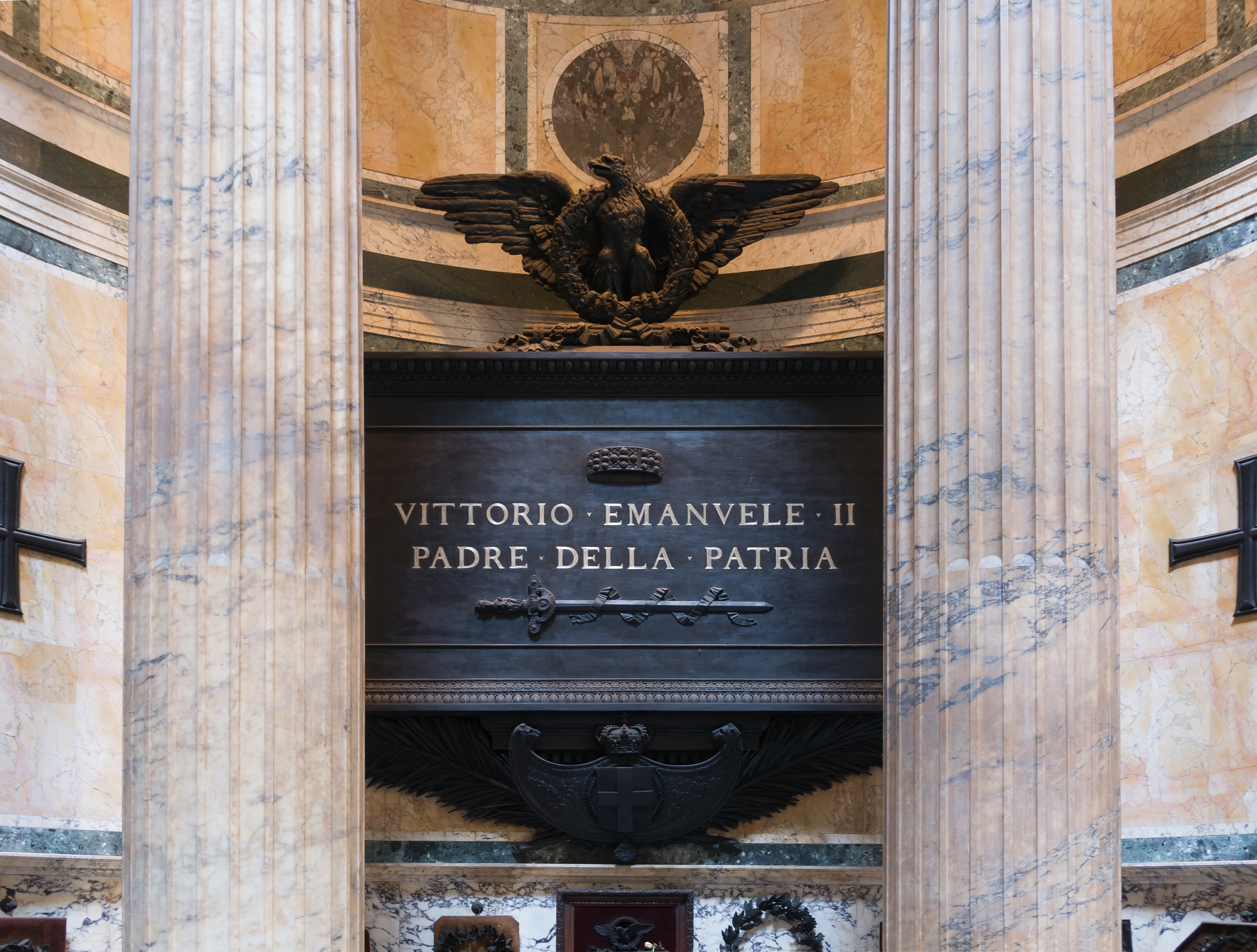
Tombe de Victor-Emmanuel au Panthéon à Rome.

Le soir du 5 janvier 1878, après avoir envoyé un télégramme à la famille d'Alfonso La Marmora, mort depuis peu, Victor-Emmanuel II se sent mal. Des signes évidents de fièvres paludéennes apparaissent et le 7 janvier, ses jours sont comptés ; la nouvelle est divulguée auprès de l'opinion.
Pie IX, lorsqu'il apprend l'imminence de la disparition du souverain, envoie un ecclésiastique afin de donner au roi les derniers sacrements, ce que son entourage refuse craignant que la générosité de Pie IX cache un but secret. C'est le chapelain de cour qui administre le viatique à Victor-Emmanuel.
Victor-Emmanuel II meurt à Rome le 9 janvier 1878, après 28 ans et 9 mois de règne, dans le fauteuil où il avait reçu l'envoyé de Pie IX chargé de lui annoncer son excommunication.
Le roi avait exprimé le désir d'être enterré dans le Piémont dans la basilique de Superga, mais Humbert Ier, sur la requête de la commune de Rome, accepte que la dépouille reste à Rome dans le Panthéon.

## Commentaires de Denis Mack Smith
L'historien britannique Denis Mack Smith, dont les travaux portent sur l'histoire de l'Italie du Risorgimento à nos jours, porte un jugement négatif sur le personnage de Victor-Emmanuel II dans son livre I Savoia Re d'Italia (1990). Le monarque de l'unité, contrairement au stéréotype de « re galantuomo », est décrit comme une personne de petite carrure morale (surtout en raison de ses nombreuses aventures extra-conjugales et de la dilapidation des deniers publics). Par ailleurs, l'historien a souligné que le premier roi de l'Italie estimait qu'il y avait « seulement deux modes de gouverner les Italiens, avec les baïonnettes ou la corruption », et que, contrairement à l'image d'un monarque constitutionnel, il pensait cette forme de gouvernement inadaptée aux Italiens. Il avait secrètement rassuré Metternich et le pape Pie IX de sa disponibilité à intervenir contre la République romaine mazzinienne et à restaurer l'absolutisme.

## Descendance

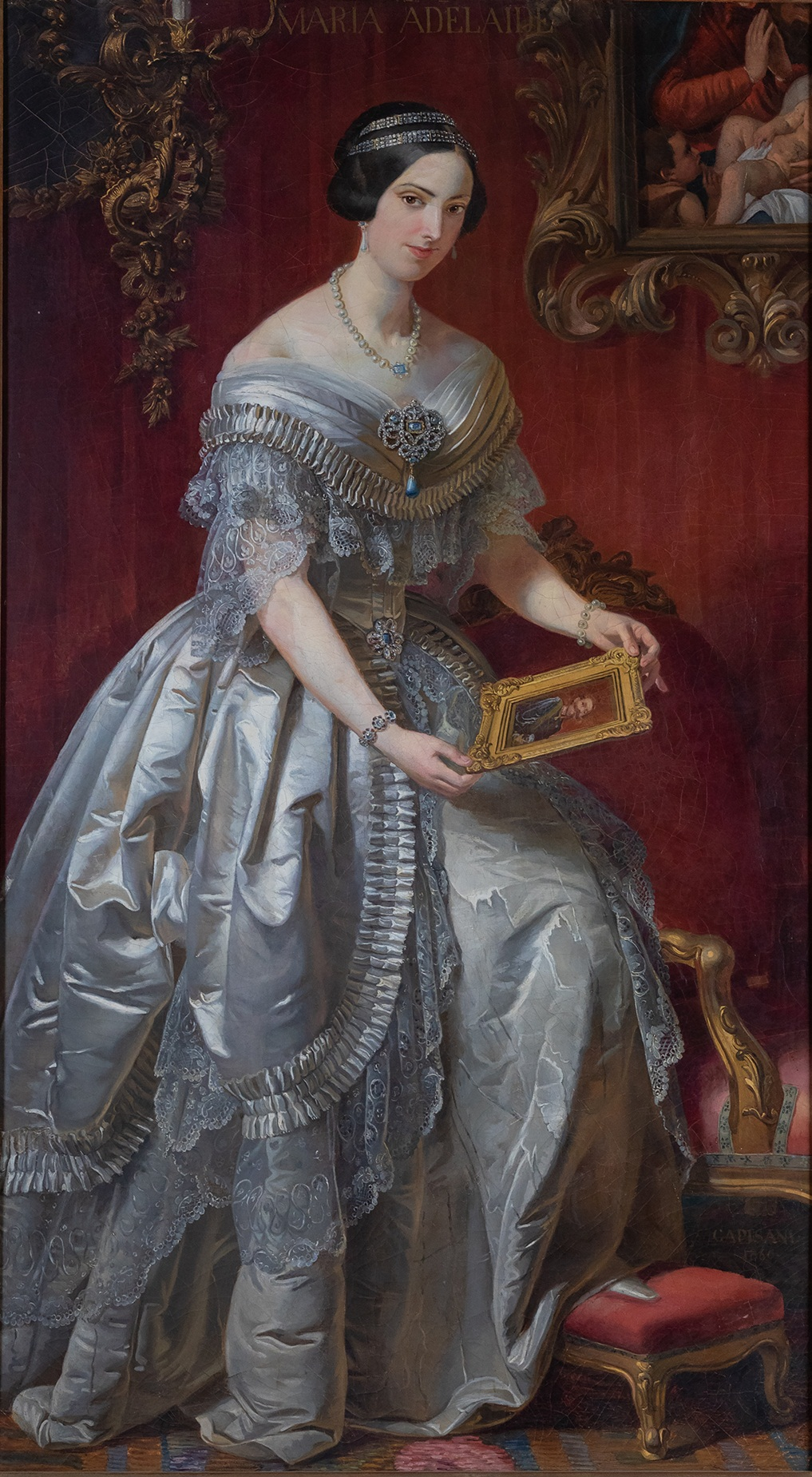
La reine Marie-Adélaïde.

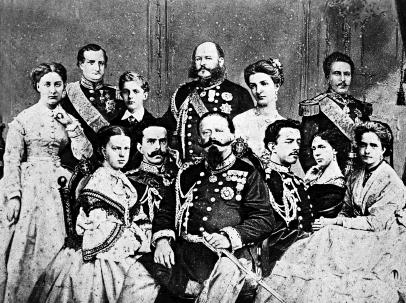
Victor-Emmanuel II entouré des membres de sa famille.

Il épouse à Stupinigi le 12 avril 1842 l'archiduchesse Marie-Adélaïde d'Autriche (1822-1855), sa cousine germaine, fille de l'archiduc Rainier, vice-roi de Lombardie-Vénétie et de l'archiduchesse née Élisabeth de Savoie-Carignan, avec qui il a huit enfants et qui meurt prématurément en 1855 :
- Princesse Marie-Clotilde (1843-1911) mariée en 1859 au prince Napoléon-Jérôme Bonaparte (1822-1891),
- Prince Humbert, prince du Piémont (1849-1878) et roi d'Italie (1878-1900) marié en 1868 à sa cousine Marguerite de Savoie (1851-1926)
- Prince Amédée, roi d'Espagne (1870-1873) et duc d'Aoste (1845-1890) marié en 1866 Vittoria Pozzo della Cisterna puis en 1888 à sa nièce Marie-Lætitia Bonaparte, fille de sa sœur Marie-Clotilde
- Prince Oddone de Savoie, duc de Montferrat (Racconigi, 11 juillet 1846 - Gênes, 22 janvier 1866)
- Princesse Maria Pia (16 octobre 1847 - 17 juillet 1911) mariée en 1862 à Louis Ier, Roi de Portugal (1838-1889)
- Prince Charles-Albert, duc de Chablais (Turin, 2 juin 1851 - Turin, 22 juin 1854)
- Prince Victor-Emmanuel (Turin, 7 juillet 1852 - Turin, 7 juillet 1852)
- Prince Victor-Emmanuel, comte de Genevois (Turin, 8 janvier 1855 - Turin, 17 mai 1855)

Devenu veuf, le roi contracte une union morganatique à Rome le 7 novembre 1869 avec une roturière, sa maîtresse Rosa Teresa Vercellana Guerrieri (surnommée La Rosina ou La bela Rosin). Ils eurent deux enfants :
- Vittoria Guerrieri
- Emmanuel Guerrieri de Mirafiori, dont descend la lignée des comtes de Mirafiori et Fontanafredda.

## Distinctions

### Distinctions italiennes et savoyardes
| Grand-maître de l'ordre suprême de la Très Sainte Annonciade    |
| Grand-maître de l'ordre des Saints-Maurice-et-Lazare            |
| Grand-maître de l'ordre militaire de Savoie                     |
| Grand-maître de l'ordre de la Couronne de Savoie                |
| Grand-maître de l'ordre civil de Savoie                         |
| Médaille d'argent de la valeur militaire                        |
| Médaille d'or de la valeur militaire                            |
| Médaille d'or de la libération de Rome 1849-1870                |
| Médaille commémorative de la guerre d'indépendance, 7 barrettes |
|                                                                 |

### Distinctions étrangères
| Chevalier de l'ordre de la Jarretière          |
| Chevalier de l'ordre de la Toison d'or         |
| Chevalier de l'ordre de Saint-Joseph           |
| Médaille militaire                             |
| Médaille commémorative de la campagne d'Italie |
|                                                |

## Victor-EmmanuelIIdans l'art et la culture

### Portraits

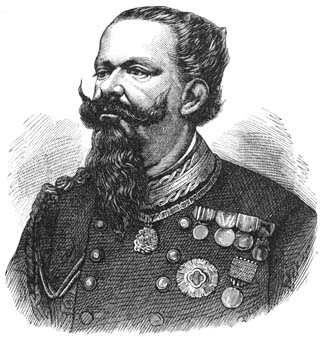
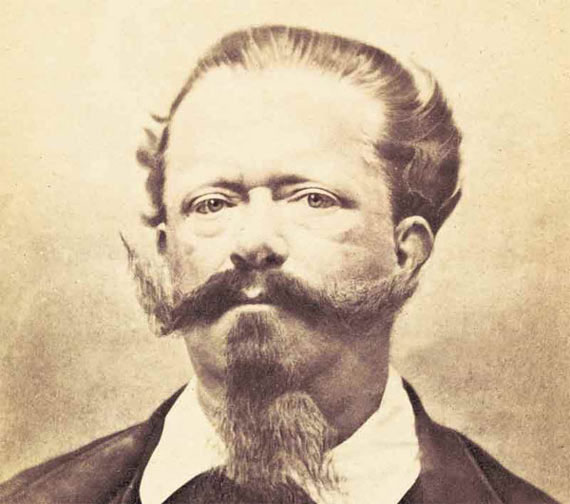
Alessandro Duroni vers 1859.
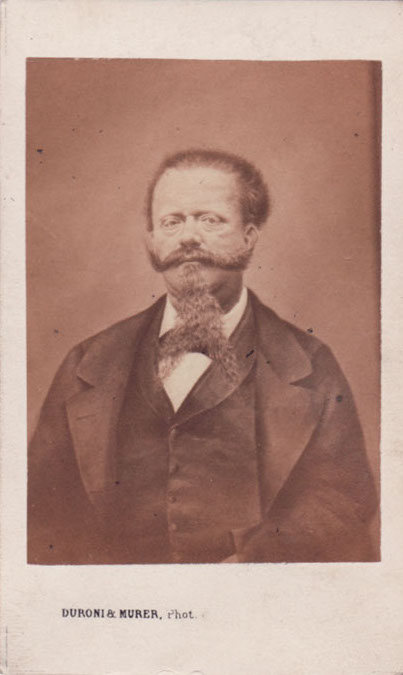
Alessandro Duroni.
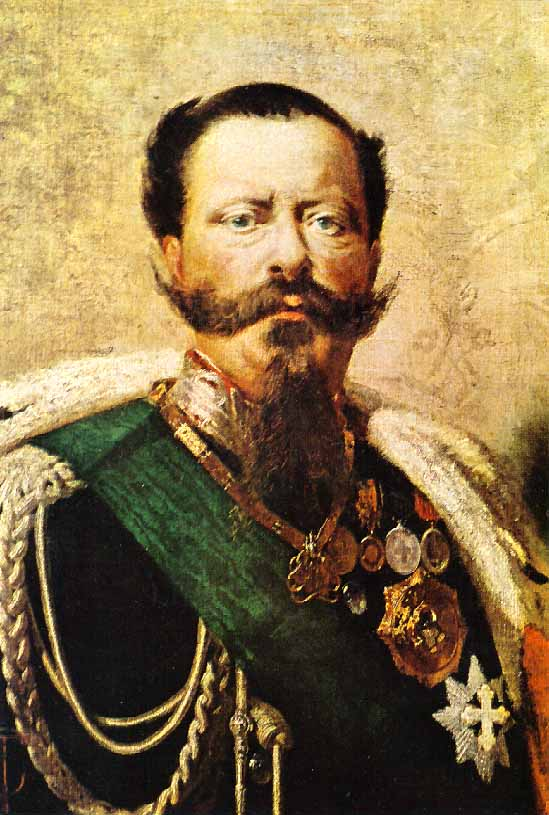
Tranquillo Cremona.

### Galerie à Milan
Conçue par Giuseppe Mengoni, la galerie Victor-Emmanuel II rejoint la place de la Scala au Dôme de Milan et a été réalisée pendant son règne à partir de 1865. Le projet initial était destiné à réaliser une grande œuvre architecturale égale à celles réalisées en Europe et créer une galerie bourgeoise au cœur de la ville.

### Statues

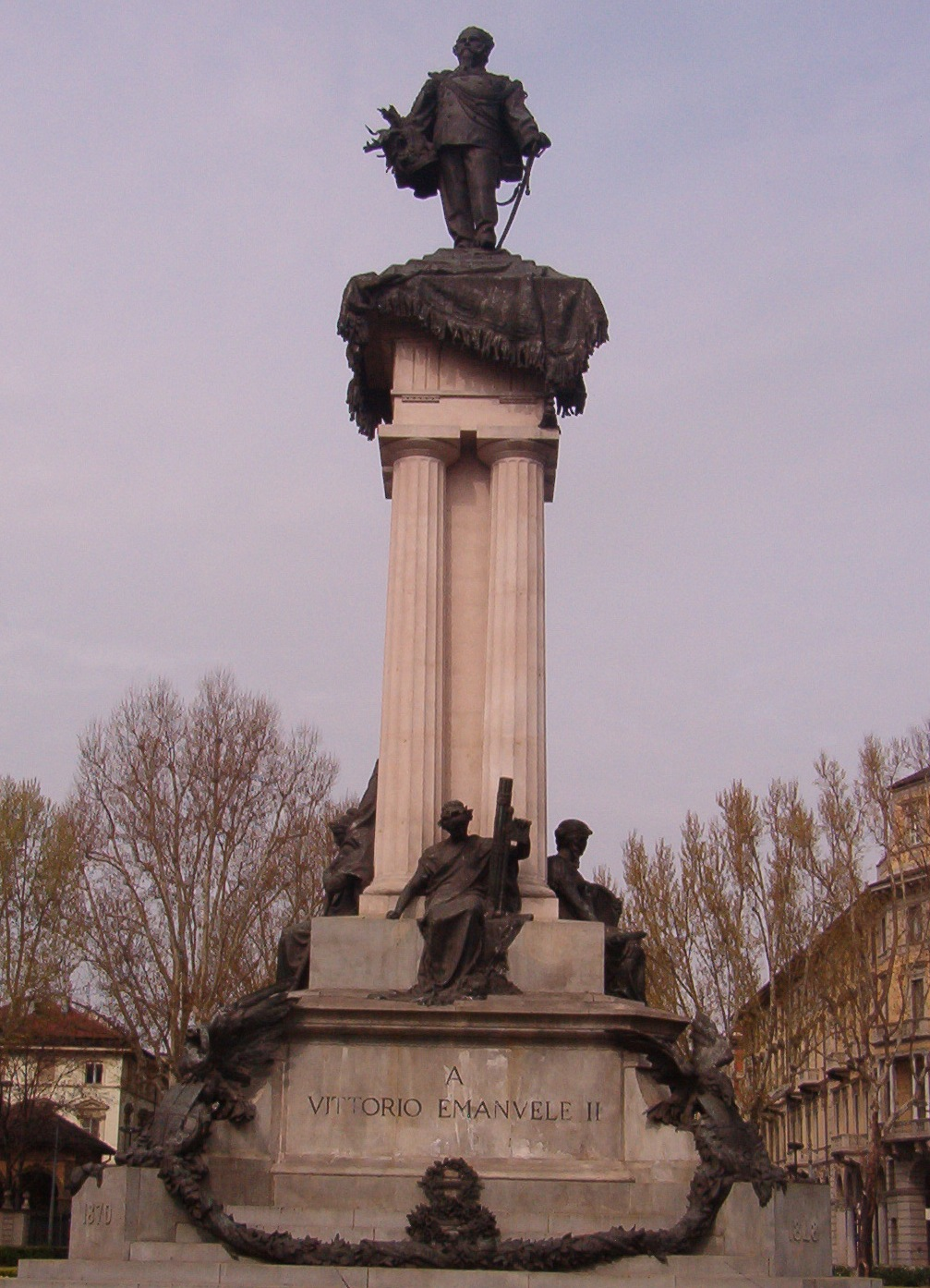
Turin
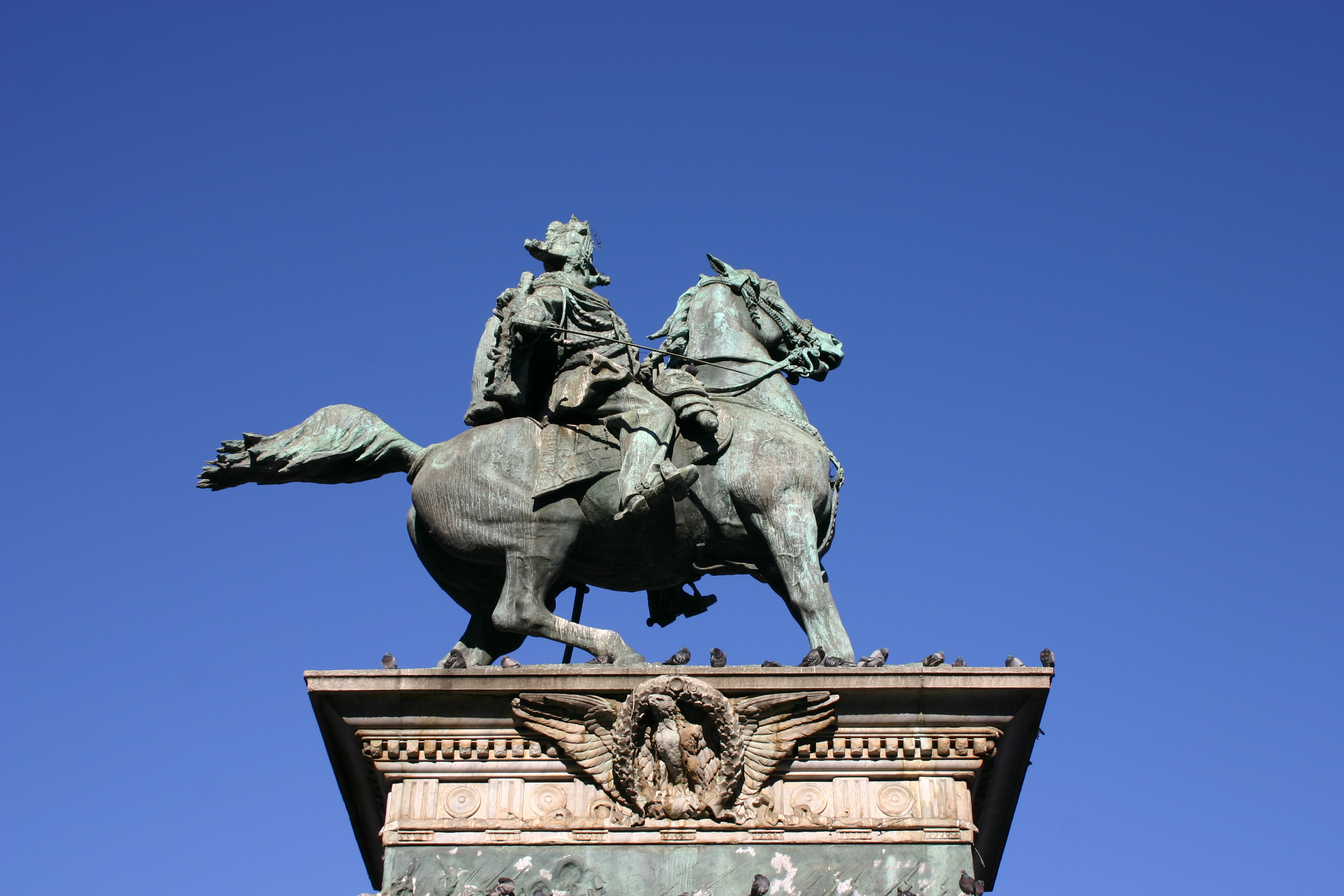
Milan
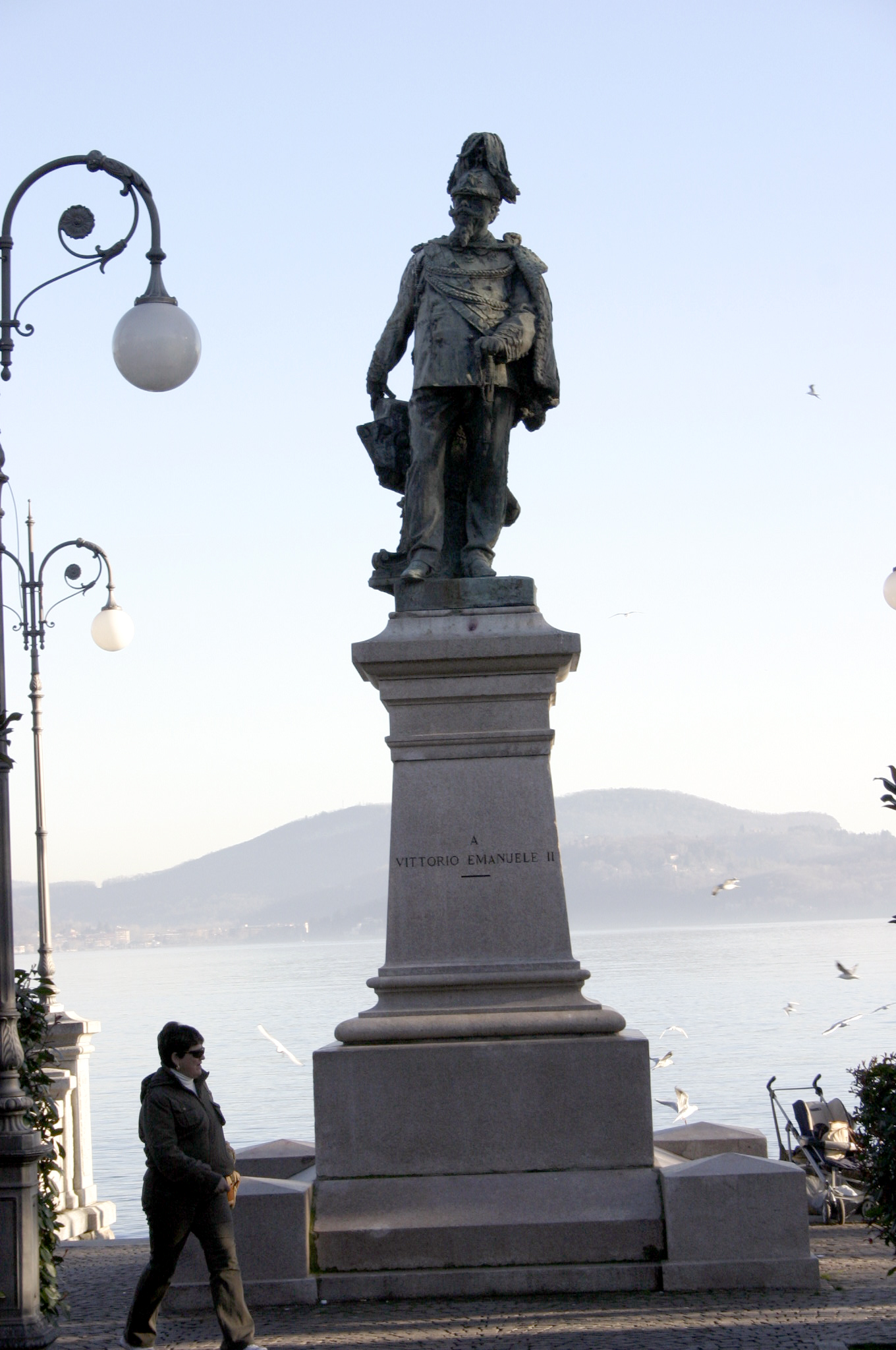
Verbania
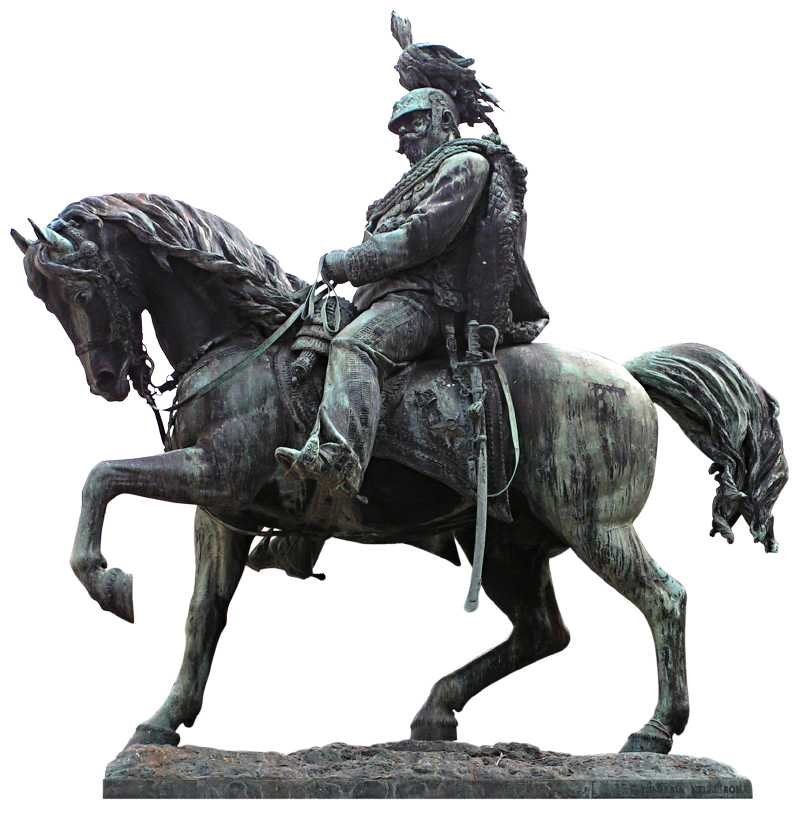
Pérouse
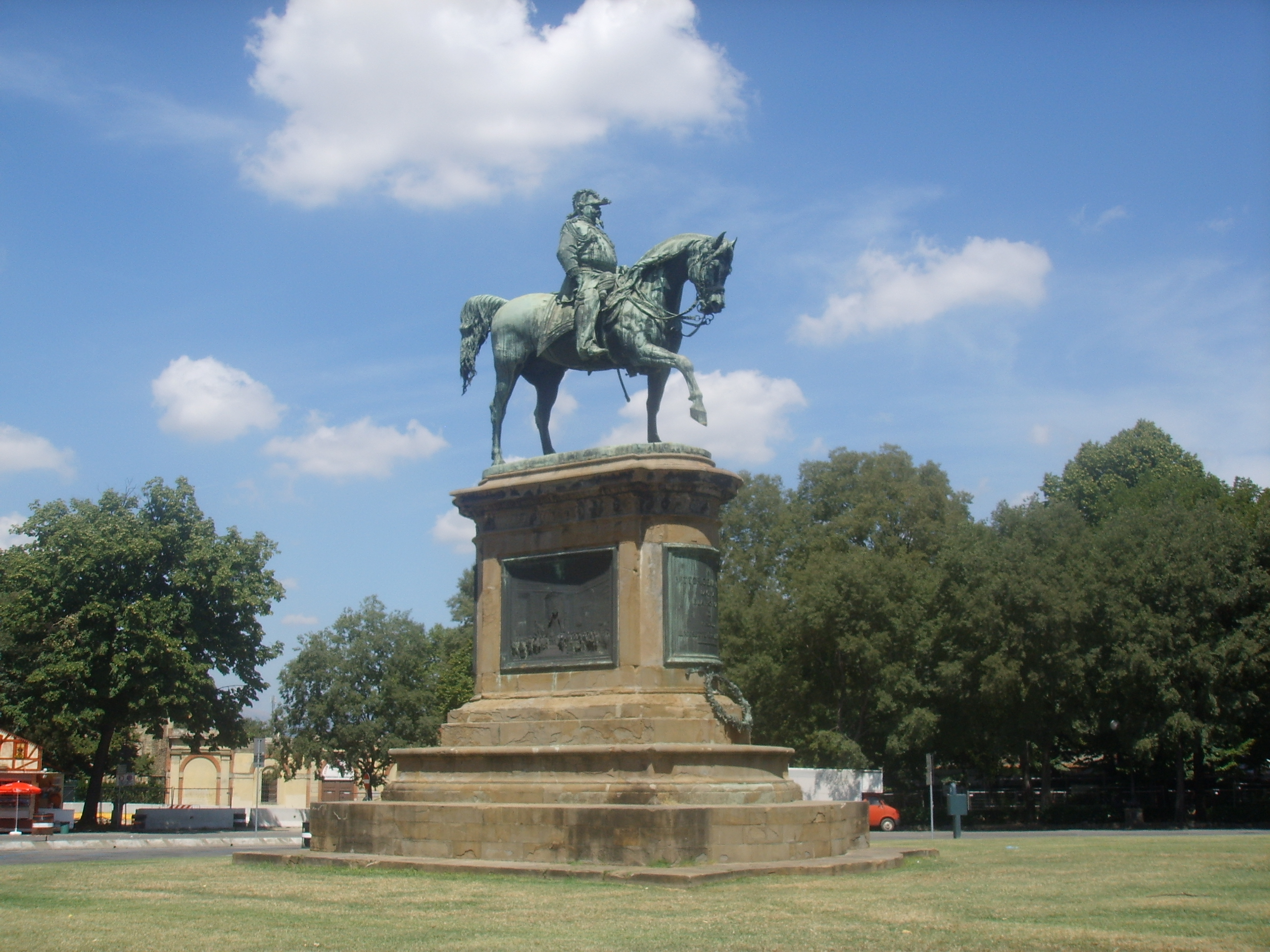
Florence
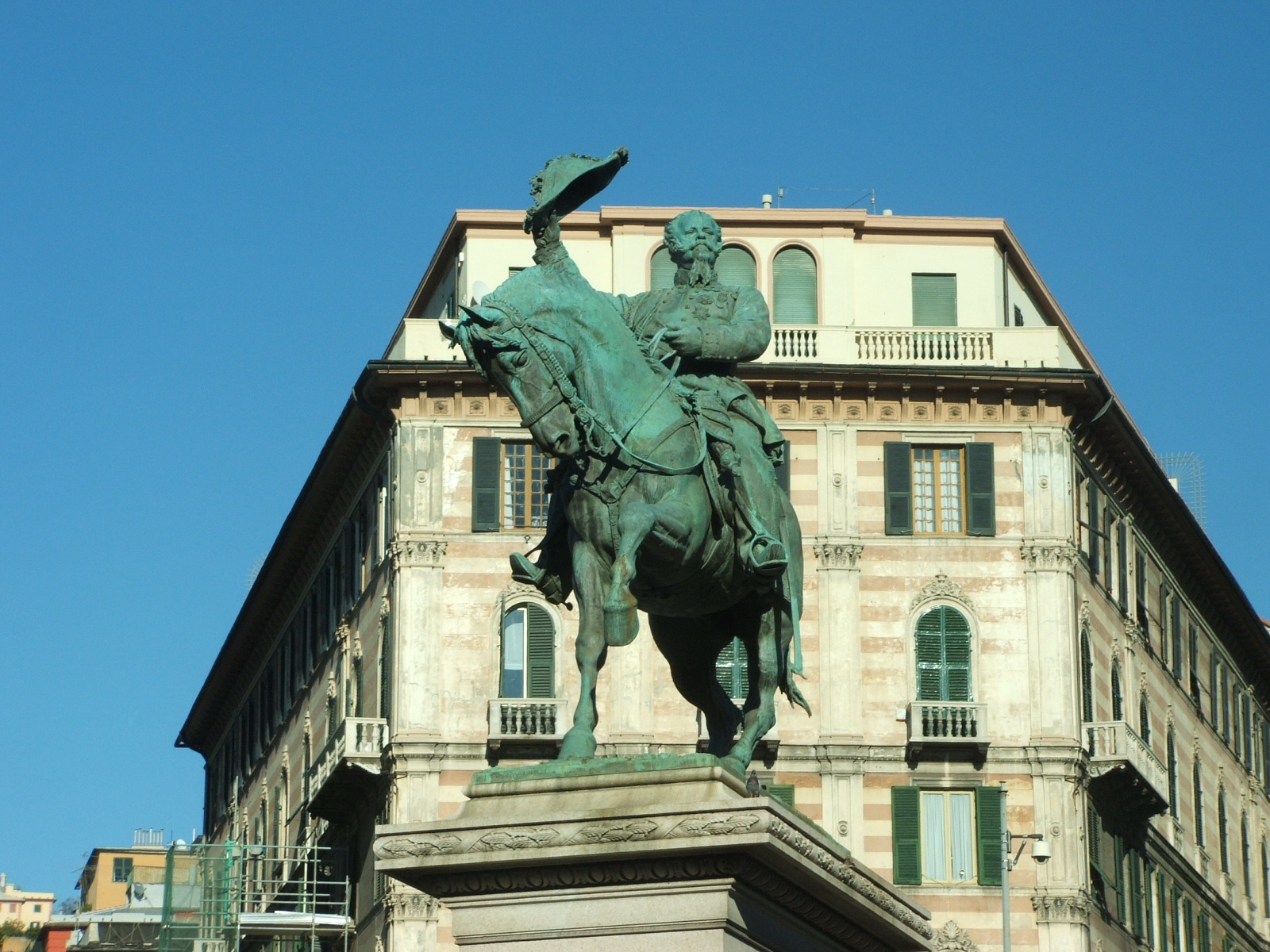
Gênes
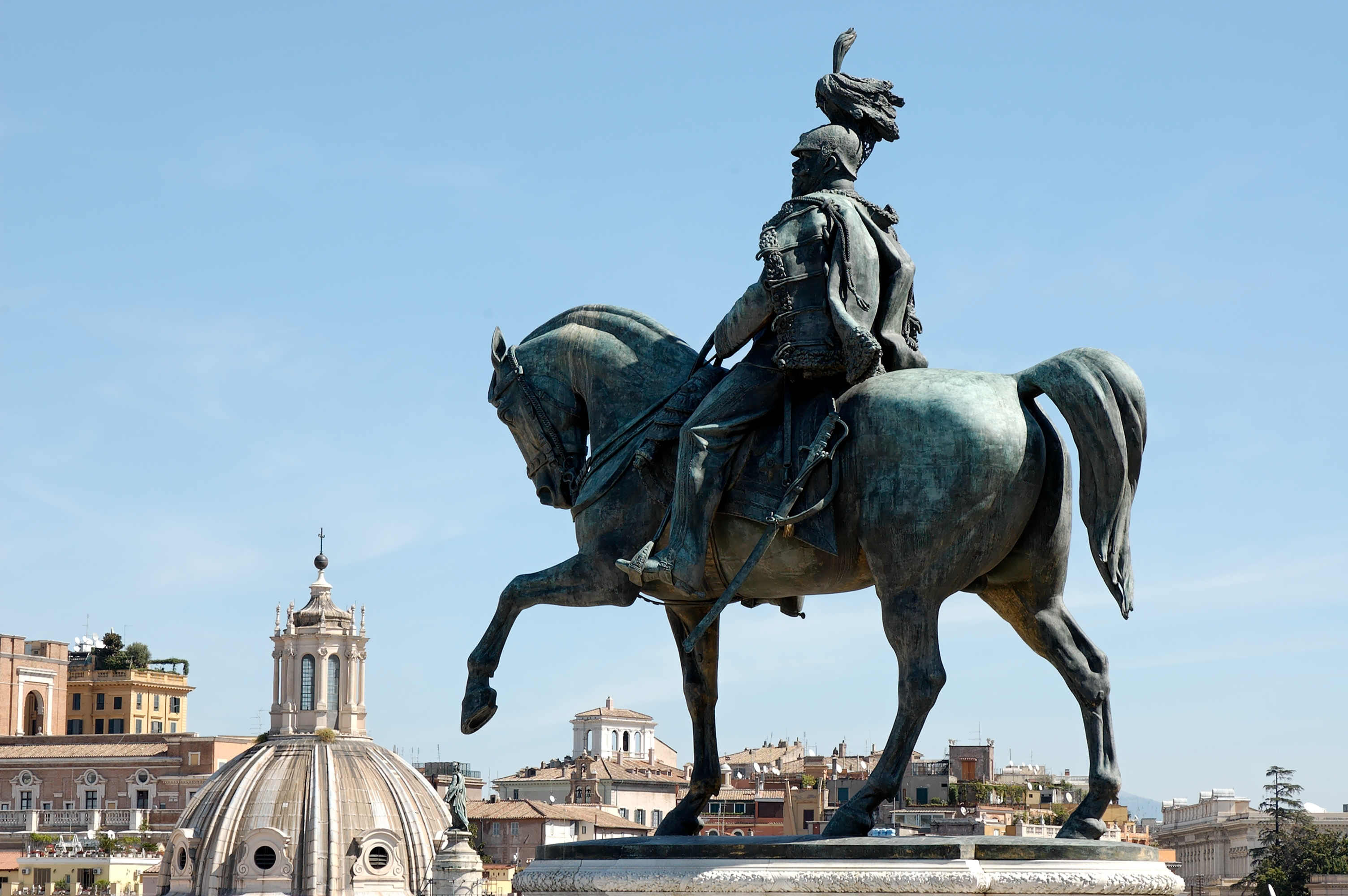
Rome
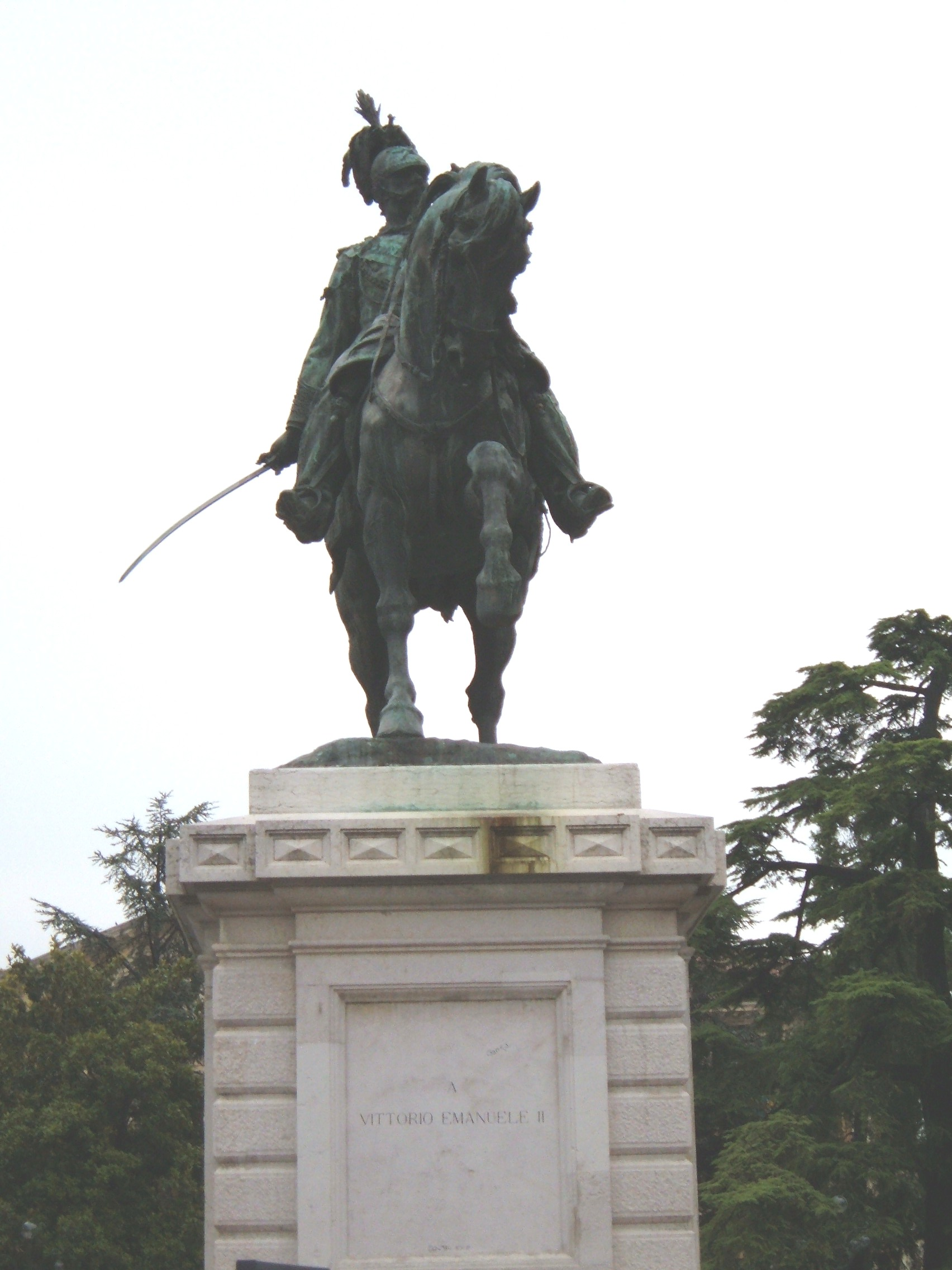
Vérone
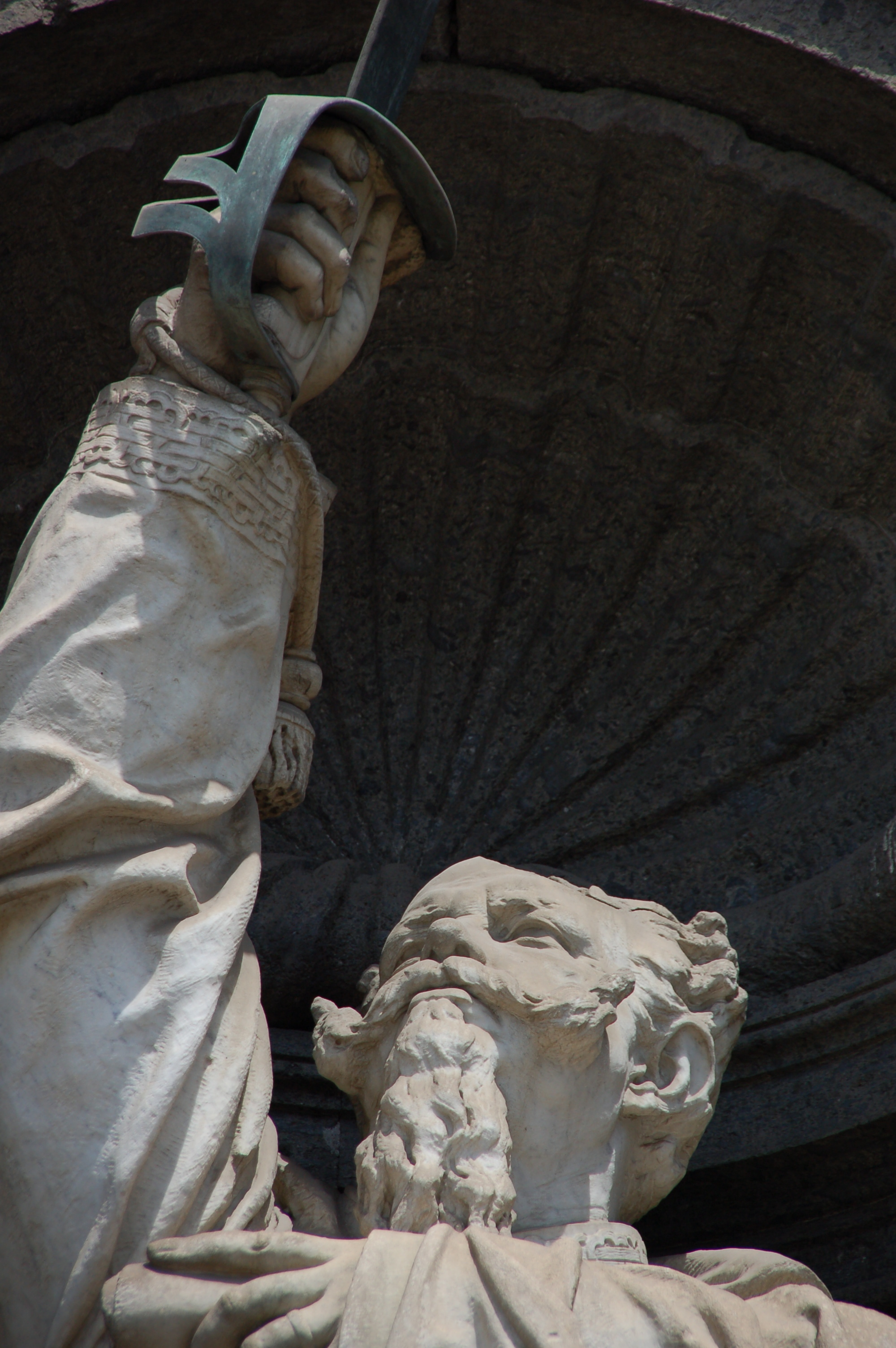
Naples
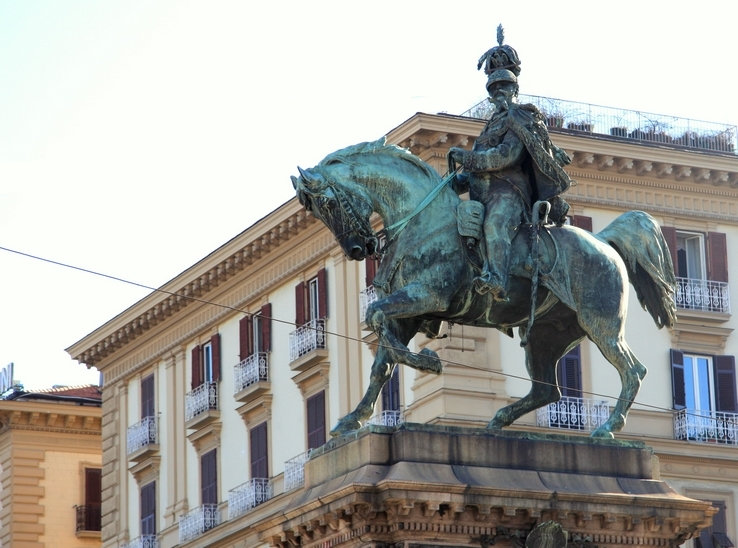
Statue équestre à Naples
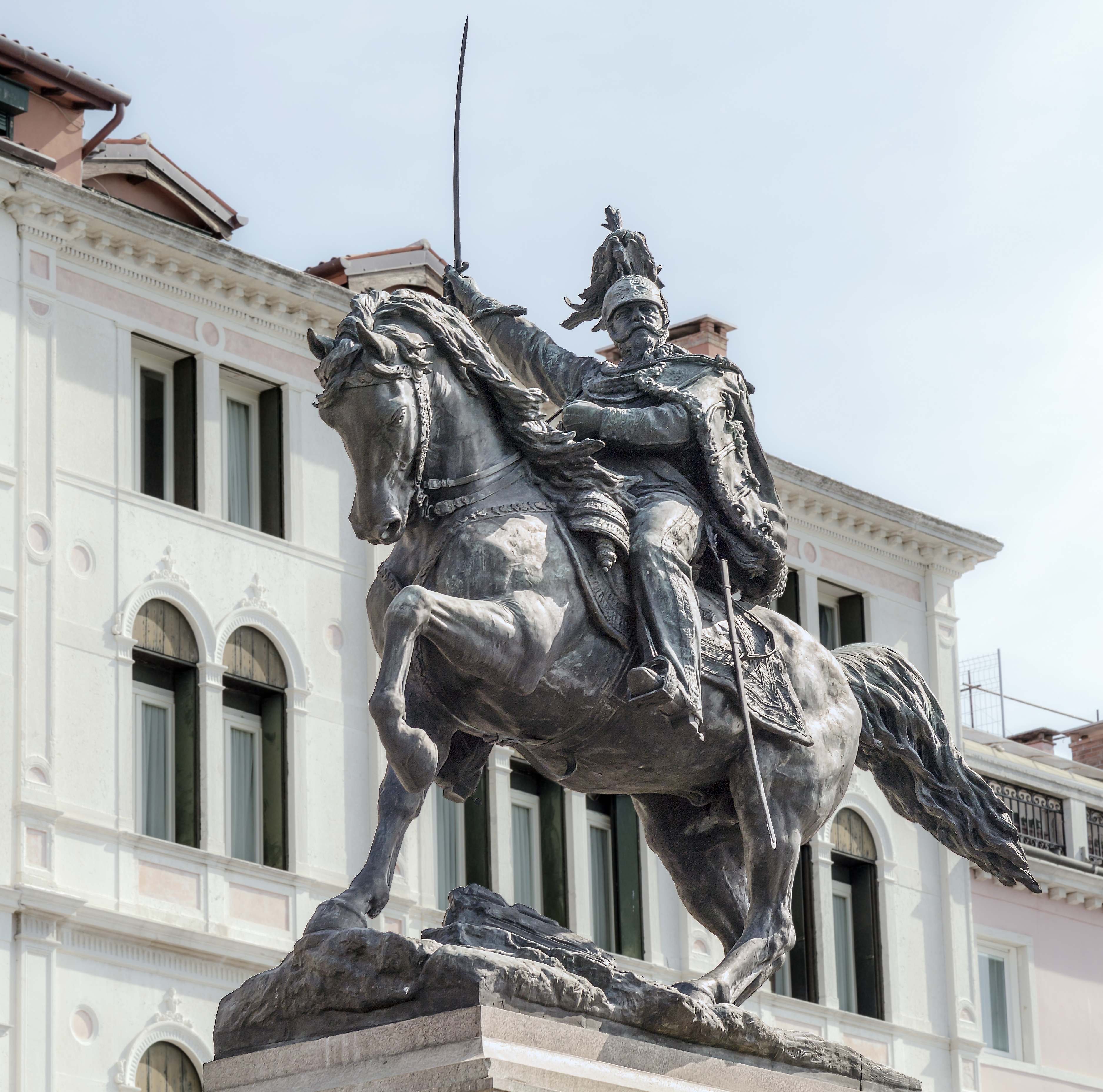
Venise

### LeVittoriano

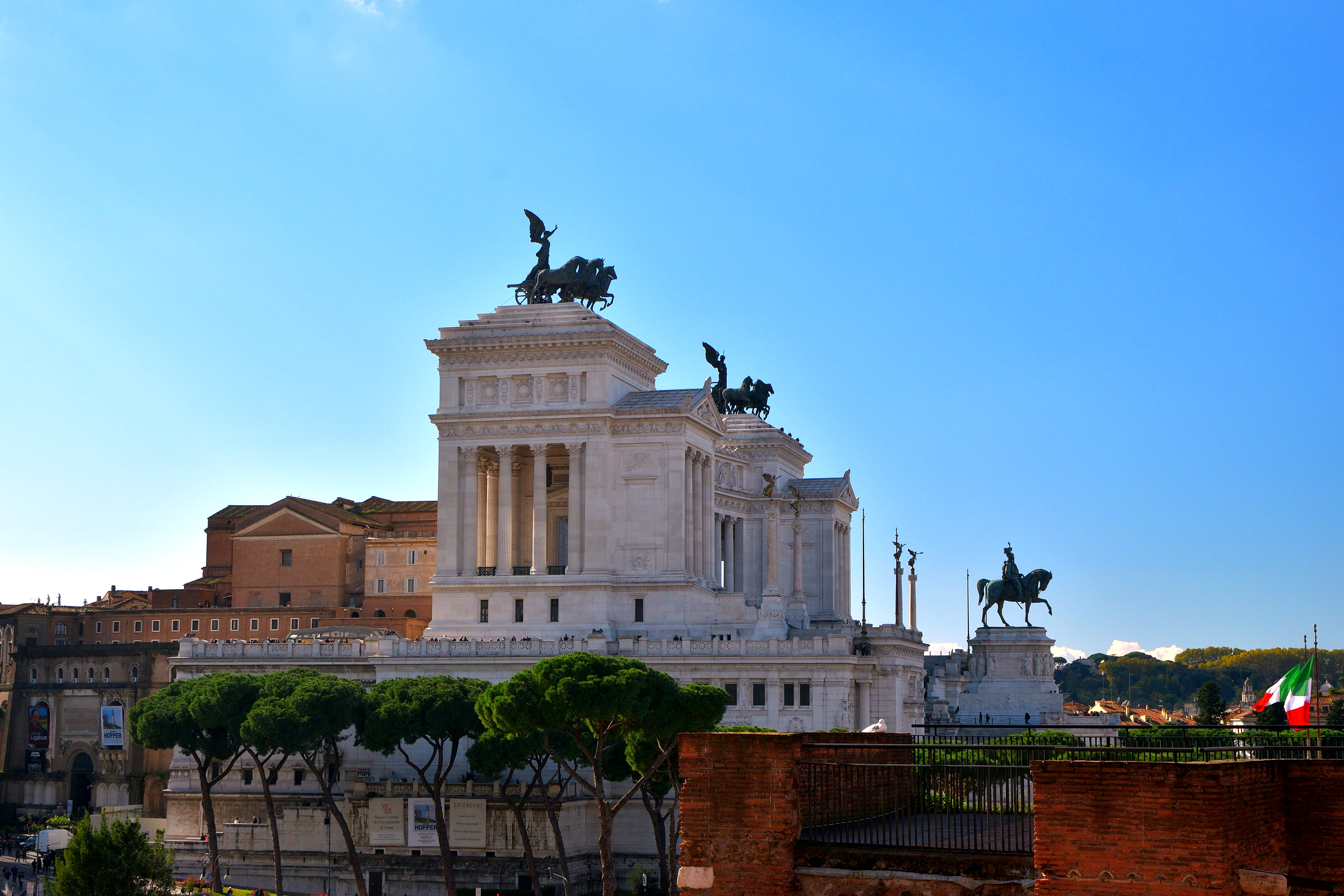
Il Vittoriano.

Pour célébrer le « Père de la Patrie », la ville de Rome établit un projet en 1880 par la volonté de Humbert Ier d'Italie (maison de Savoie) qui nécessita la destruction d'une partie de la ville encore médiévale et la destruction de la tour de Paul III.
L'édifice devait rappeler le temple de Athéna Niké, à Athènes. Aujourd'hui, il contient la tombe du soldat inconnu.

### Télévision
À l'occasion des 160 ans de l'unité italienne, un documentaire-fiction, intitulé Victor-Emmanuel II, le premier roi d'Italie, lui est consacré dans le cadre de l'émission Secrets d'Histoire, présentée par Stéphane Bern.